# Concattedrale di Santa Maria Assunta (Santa Lucia del Mela)
La basilica concattedrale di Santa Maria Assunta è il principale luogo di culto di Santa Lucia del Mela, nella città metropolitana di Messina, concattedrale dell'arcidiocesi di Messina-Lipari-Santa Lucia del Mela, Vicariato del territorio di Santa Lucia del Mela, parrocchia di Santa Maria Assunta.
La chiesa sorge accanto al Palazzo Prelatizio e il prospetto principale si affaccia sulla piazza Beato Antonio Franco ed è la più grande delle chiese di Santa Lucia del Mela. Ruggero I di Sicilia erige la chiesa primitiva dedicandola a santa Lucia, come voto di ringraziamento per la vittoria della battaglia sostenuta contro i saraceni.

## Storia

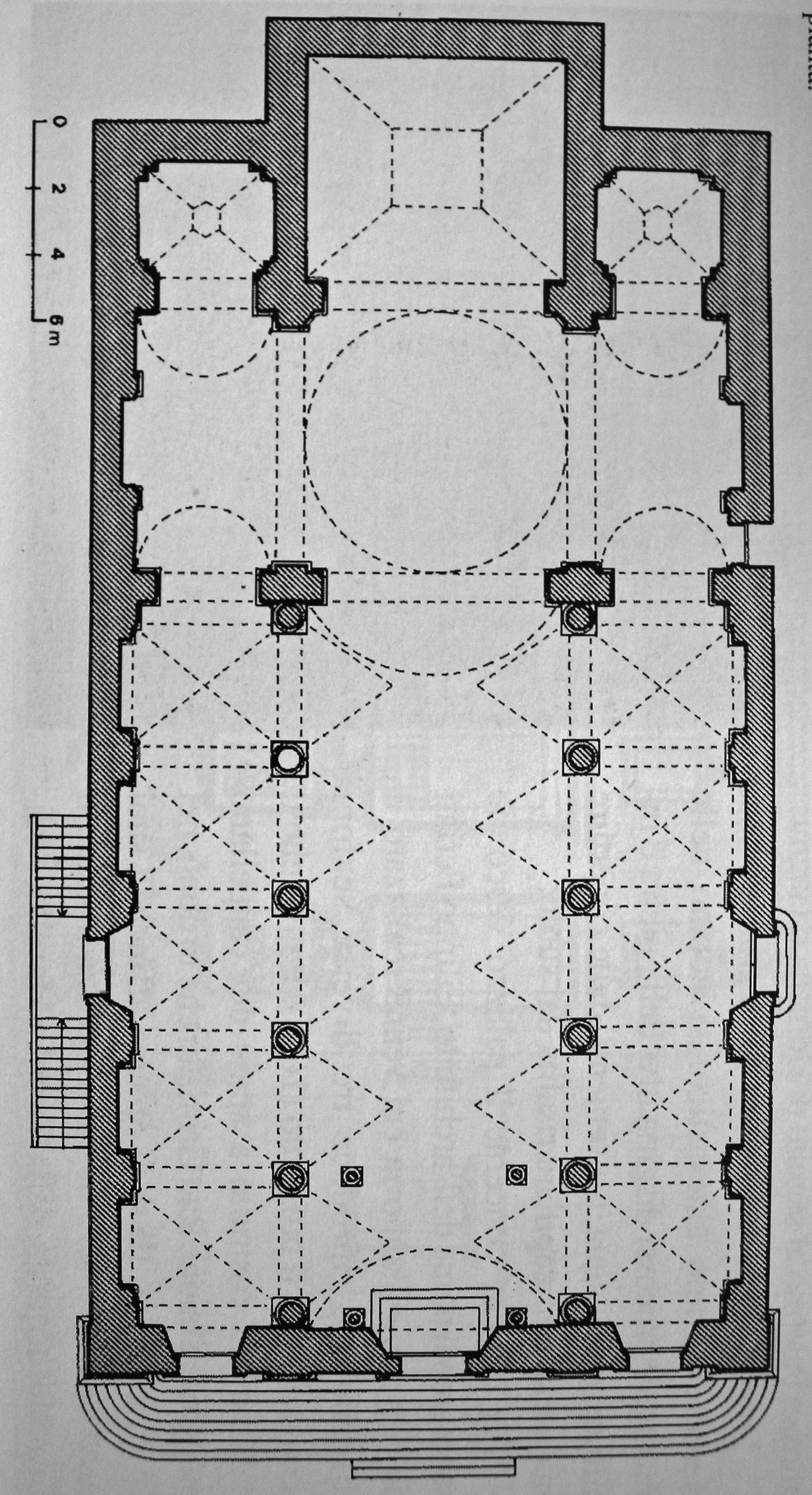
Planimetria

### Epoca antica
Sulla storia millenaria del tempio sacro ruggeriano è pervenuto ben poco, si può ricostruire una cronologia verosimile sulla base dei numerosi eventi che hanno inciso sul territorio e sull'intero comprensorio tirrenico. La cittadina è dapprima insediamento greco-romano, in seguito centro bizantino infine arabo.

### Epoca bizantino-saracena
Edificio di culto cristiano verosimilmente insistente su preesistente manufatto o luogo di culto pagano.

### Epoca normanna
L'impianto primitivo risale al 1094 per volontà rispondente a un voto formulato dal conte Ruggero del casato d'Altavilla, meglio conosciuto come Ruggero I di Sicilia o conte di Sicilia, padre di Ruggero II di Sicilia, bisnonno materno di Federico II di Svevia o Federico I di Sicilia del casato svevo degli Hohenstaufen. L'opportunità è colta assieme al fratello Roberto il Guiscardo per redimere una controversia, il pretesto per l'invasione e riappropriazione dell'isola, risiede nella richiesta d'aiuto da parte dell'Emiro di Siracusa, allora in lotta contro l'Emiro di Castrogiovanni, avviando di fatto l'inizio della completa riconquista normanna della Sicilia sottraendola al dominio arabo. Il ritorno alla sovranità di matrice cattolica costituisce l'impulso per l'edificazione di una serie di splendide cattedrali normanne in Sicilia, successivamente e ripetutamente rimaneggiate e riedificate per eventi posteriori, prevalentemente di carattere sismico. Tutto ciò è seguente ad un arco temporale, che dall'837 agli anni appena precedenti il 1094, vede Santa Lucia del Mela o «Mankarru» dominata dagli arabi, periodo del quale rimangono ancora oggi testimonianze architettoniche. Del tempio ruggeriano ad una sola navata e col prospetto rivolto verso il «Palazzo Prelatizio», restano solo le fondamenta nei vani inferiori al pavimento dell'attuale tempio e si sta procedendo affinché gli ambienti tornino nuovamente accessibili e visitabili.

### Epoca spagnola
Del complesso edilizio d'impronta seicentesca sono identificabili innumerevoli ricostruzioni, ristrutturazioni, ampliamenti, restauri, migliorie effettuate nel corso dei secoli da far risalire sempre a cause naturali. L'edificio in esame è un monumento molto longevo, ubicato in un contesto intriso di storia millenaria. A parte rari e lievi eventi bellici di carattere locale, la stragrande maggioranza delle calamità che hanno interessato il centro abitato di Santa Lucia del Mela è costituita da eventi sismici che nel corso dei secoli hanno interessato vasti comprensori o province o zone della Sicilia, molte volte estese aree dell'Italia meridionale. Nello scorso millennio nella sola Sicilia sono documentati diverse decine di terremoti distruttivi, per essi vale sempre il distinguo delle tecniche e dei materiali di costruzione utilizzati nelle varie epoche, che falcidiavano distruggendole, intere comunità, metodologie fortunatamente superate. Le fonti non sempre provate e certificate ad appannaggio di soli cronisti storici nobiliari o d'istituzioni religiose, limitate territorialmente, andavano sistematicamente perdute a ogni disastro. Il sito normanno affronta i cataclismi riportati dalle cronache storiche siciliane del terremoto di Catania del 1169, del terremoto del 1º settembre 1295, del terremoto del Val di Noto conosciuto come Magnus Terremotus del 1542.
Secondo una pratica comune nel comprensorio, riscontrabile nei complessi del duomo di Santa Maria Assunta in Castroreale, della chiesa di San Francesco di Paola in Milazzo, del duomo di Santa Lucia di Mistretta che hanno subito il ribaltamento ingresso-abside, nella riedificazione del duomo luciese si assiste alla variazione d'asse con rotazione di 90º in senso antiorario, per cui il portale d'ingresso originariamente rivolto a levante, oggi si affaccia a settentrione.
Il processo di ampliamento e di abbellimento tra il 1592 e il 1642, su disegno di Vincenzo Ferriati di Novara di Sicilia, comporta la realizzazione di un impianto basilicale a tre navate. In un siffatto contesto, l'intervento del Ferriati, su commissione dei prelati Rao Grimaldi, Franco, Firmatura dei lavori iniziati nel 1592, ultimati nel 1642 che concernono la rotazione dell'asse, l'ampliamento e la riedificazione dell'edificio, si possono collocare cronologicamente a ridosso di due disastrosi terremoti: quello del 25 agosto 1613 conosciuto come "terremoto di Naso" che ha interessato l'intera costa settentrionale messinese e il sisma noto come terremoto della Calabria del 27 marzo 1638. Dopo il terremoto del Val di Noto del 1693 i lavori di restauro della chiesa assumono connotazioni e contaminazioni di stile tardo barocco o barocco siciliano, come la gran parte delle costruzioni cittadine e in generale siciliane.

### Epoca borbonica
Col sisma conosciuto come terremoto della Calabria meridionale del 1783 tutto il patrimonio artistico del comprensorio, compreso il casale di Barcellona e della vicina Pozzo di Gotto, subisce notevoli danni. Nell'archivio parrocchiale dell'arcipretura del tempo della chiesa di San Vito per il tragico evento, è spesso citata l'espressione di "violenti, continui e distruttivi tremuoti". Il terremoto della Calabria meridionale del 1894 è documentato cronologicamente ma, i resoconto trascurano di dettagliare i danni.

### Epoca contemporanea
La chiesa subisce le offese del terremoto di Messina del 1908 che il prelato Ballo provvederà a ripristinare così come avviene anche per il sovrastante castello-santuario-seminario nel 1927. Il sisma del 16 aprile 1978 del Golfo di Patti procura altri danni che comportano lavori di consolidamento seguiti da una radicale opera di restauro che consegnano la cattedrale alla bellezza che tutti oggi possiamo ammirare.

## Facciata

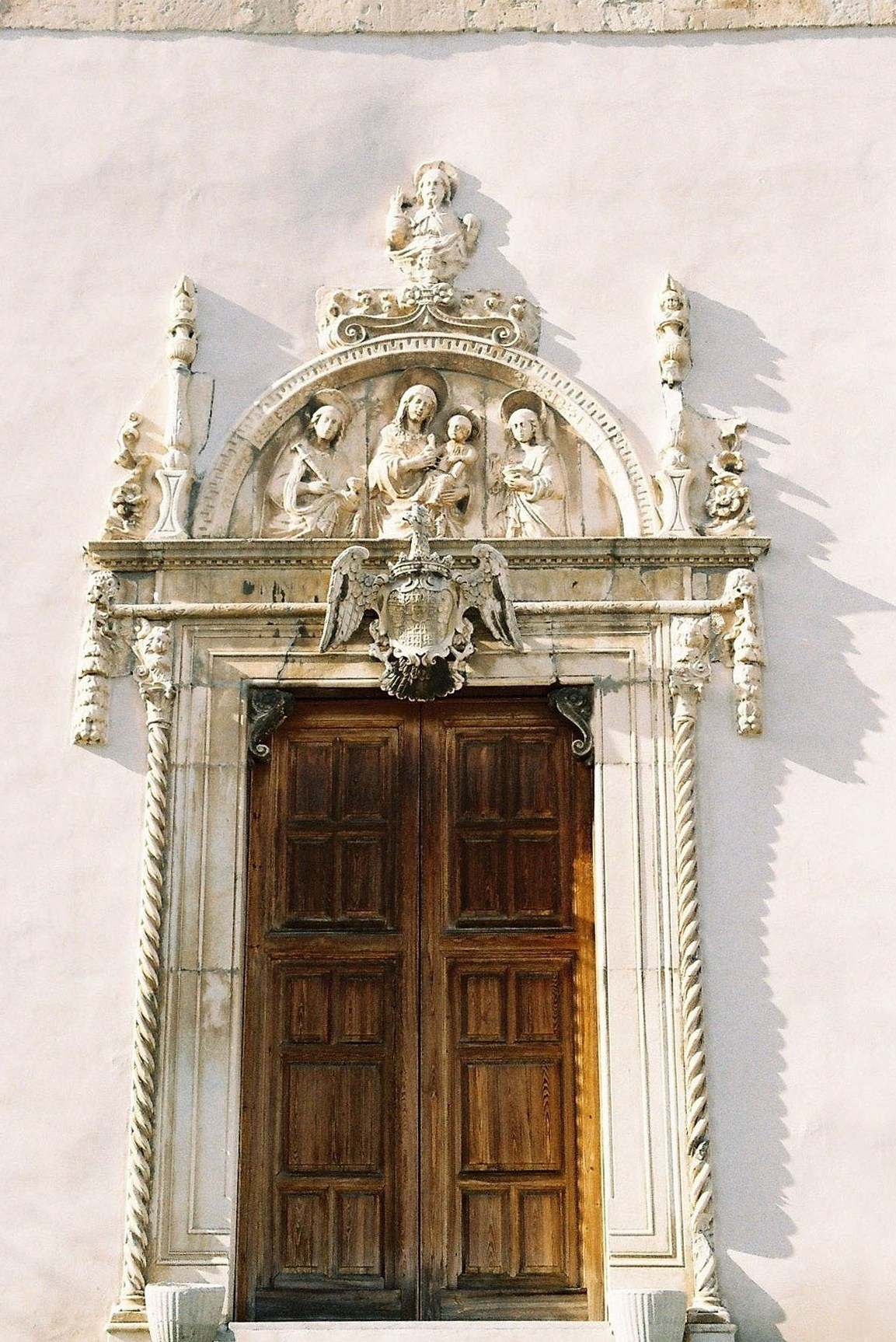
Il portale, 1485

La facciata a capanna, compatta e severa, è ripartita da quattro paraste, lasciate in pietra viva fino al cornicione superiore del secondo ordine e sormontati da capitelli con modanature, che costituiscono le nervature verticali del prospetto. Secondo e terzo ordine hanno finestre in corrispondenza degli ingressi, che insieme vanno a costituire gli assi di simmetria del prospetto. Nel terzo ordine, costituito da tre finestre, le laterali solo con funzioni decorative, non essendo stato mai realizzato un terzo ordine per le navate laterali. La parte centrale è delimitata dalle paraste interne e sormontata da timpano triangolare.
Di linea semplice sono i portali laterali e le finestre, la cui trabeazione superiore è sostenuta da piccole mensole a voluta, mentre il portale centrale, più antico, caratterizza l'intero prospetto elevandosi sui due ingressi laterali minori e spiccando per le decorazioni: due esili colonne tortili incorniciano l'ingresso fino al robusto architrave recante l'aquila coronata con stemma e corona (che insieme a quelle presenti nei drappi all'interno della chiesa, sta ad indicare che la costruzione era di Regio Patronato). Pinnacoli, nappe con frange, volute laterali e simmetriche con funzioni esclusivamente ornamentali e decorative, delimitano una lunetta raffigurante una Madonna con Bambino fra le sante siciliane Lucia e Agata, il tutto sormontato dalla figura dell'Onnipotente benedicente. Sembra che questa pregevole opera sia da assegnare allo scultore lombardo Gabriele di Battista, trasferitosi a Palermo al seguito di Domenico Gagini, massimi esponenti della scultura rinascimentale in Sicilia ed appartenenti alla corrente lombardo-comasca.
Considerata la funzione puramente decorativa delle finestre laterali del terzo ordine, per l'osservatore che ammira il prospetto, attraverso il cornicione della finestra sinistra, in alcuni punti dell'asse mediano della piazza passante per l'ingresso principale, è possibile intravedere l'orologio del castello-santuario-seminario posto sul colle retrostante.

## Interno

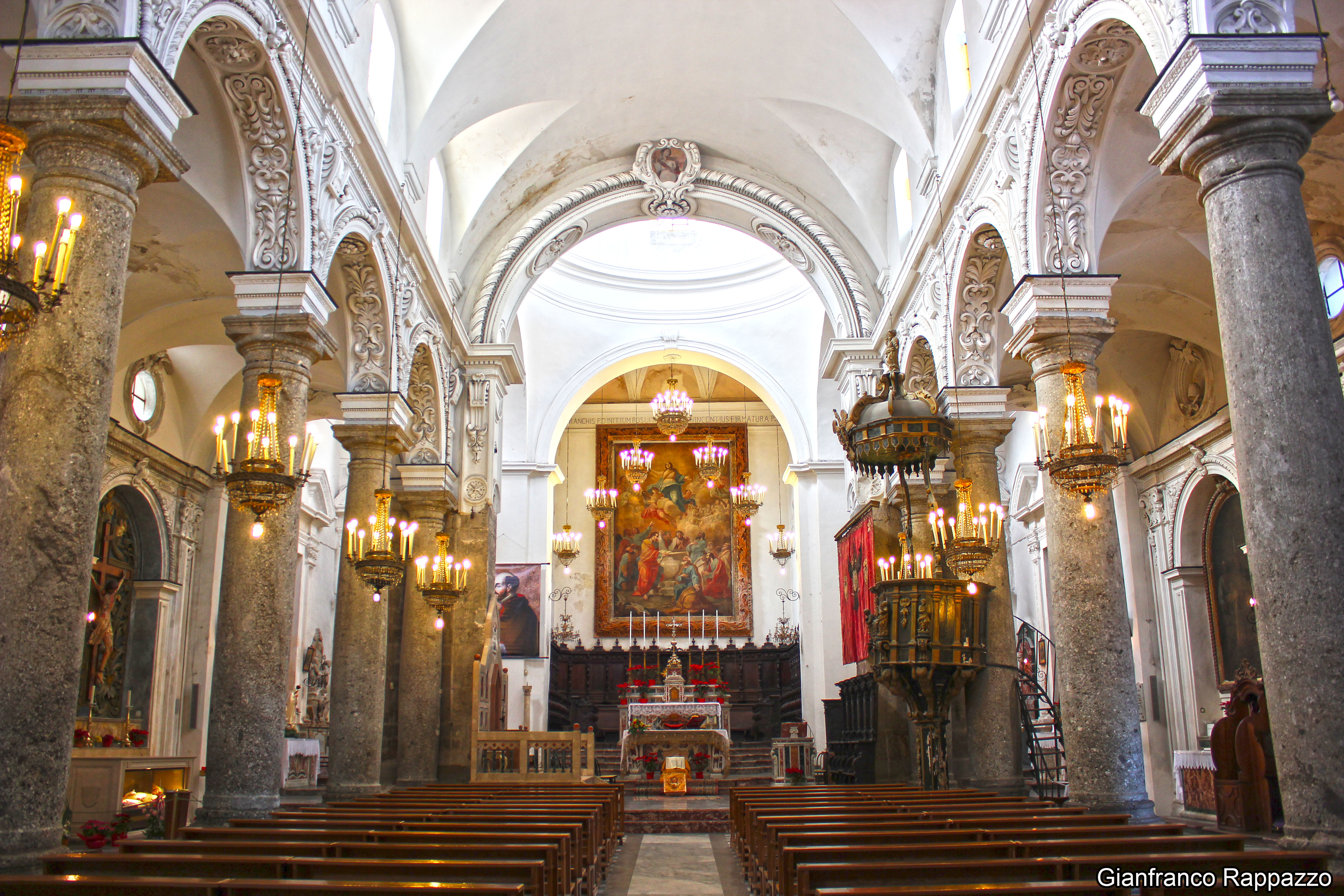
Interno

La realizzazione e i continui rifacimenti delle quattro monumentali cattedrali coeve, d'iniziativa e impronta Ruggeriana nel comprensorio peloritano di Messina, di Lipari, di Santa Lucia del Mela, di Patti assieme alle restanti della Sicilia intera, comporta la presenza di rilevanti maestranze provenienti dal Nord Italia e dall'estero. Nei grandi cantieri di Palermo collaborano ingegni e manodopera cristiana, araba, ebrea, un grande crogiolo di razze, religioni, nazionalità spazianti dal Bacino del Mediterraneo ai paesi del Nord Europa, caratterizzato da intenti comuni e animati dalla pacifica convivenza. A cavallo del XV, XVI e XVII secolo le grandi commissioni e il gusto per il bello, nella Roma papalina, Caserta e Napoli fulcro dei regni delle casate angioine, aragonesi, spagnole, borboniche, attirano gli artisti delle diverse culture e delle molteplici correnti, motivandoli a trovare nuovi incarichi nell'Italia meridionale e nell'isola, divulgando gli stili e le correnti in voga nelle varie epoche. Così nell'ambito della pittura, scultura, architettura nel distretto luciese si riscontra la presenza di correnti lombardo-ticinese, toscano-carrarese, veneto-dalmata e degli esponenti siciliani che hanno avuto la ventura di formarsi e operare presso le rinomate corti delle città d'arte italiane e straniere. Ciò spiega, l'utilizzo di materiali, vedi il marmo di Carrara nella statuaria e nelle sculture, la diffusione dello stile Rinascimentale nella tecnica e nelle forme, delle varie scuole di pensiero nell'ambito dell'architettura contagiati dalla folta presenza di discepoli, ognuno inserito nel proprio contesto storico, formatisi nei laboratori e nei cantieri diretti da eccelse personalità del mondo dell'arte.
L'interno della concattedrale è in stile rinascimentale di derivazione brunelleschiana, con pianta a croce latina. L'aula è divisa in tre navate divise da due file di archi a tutto sesto poggianti su colonne tuscaniche lapidee. Gli archi sono decorati con stucchi come anche in parte la volta, a botte lunettata nei tre ambienti.
A metà della navata centrale, sulla destra, si trova un pregevole pulpito ligneo barocco e sullo stesso lato, sotto l'arco trionfale, i cinque scranni lignei del Senato Luciese del 1748 sovrastati dal drappo in velluto rosso con l'aquila imperiale di Federico II di Svevia del 1791. In corrispondenza di questi ultimi, sul lato opposto, vi è il complesso neoromanico in marmi policromi della cattedra vescovile.

### La navata di destra

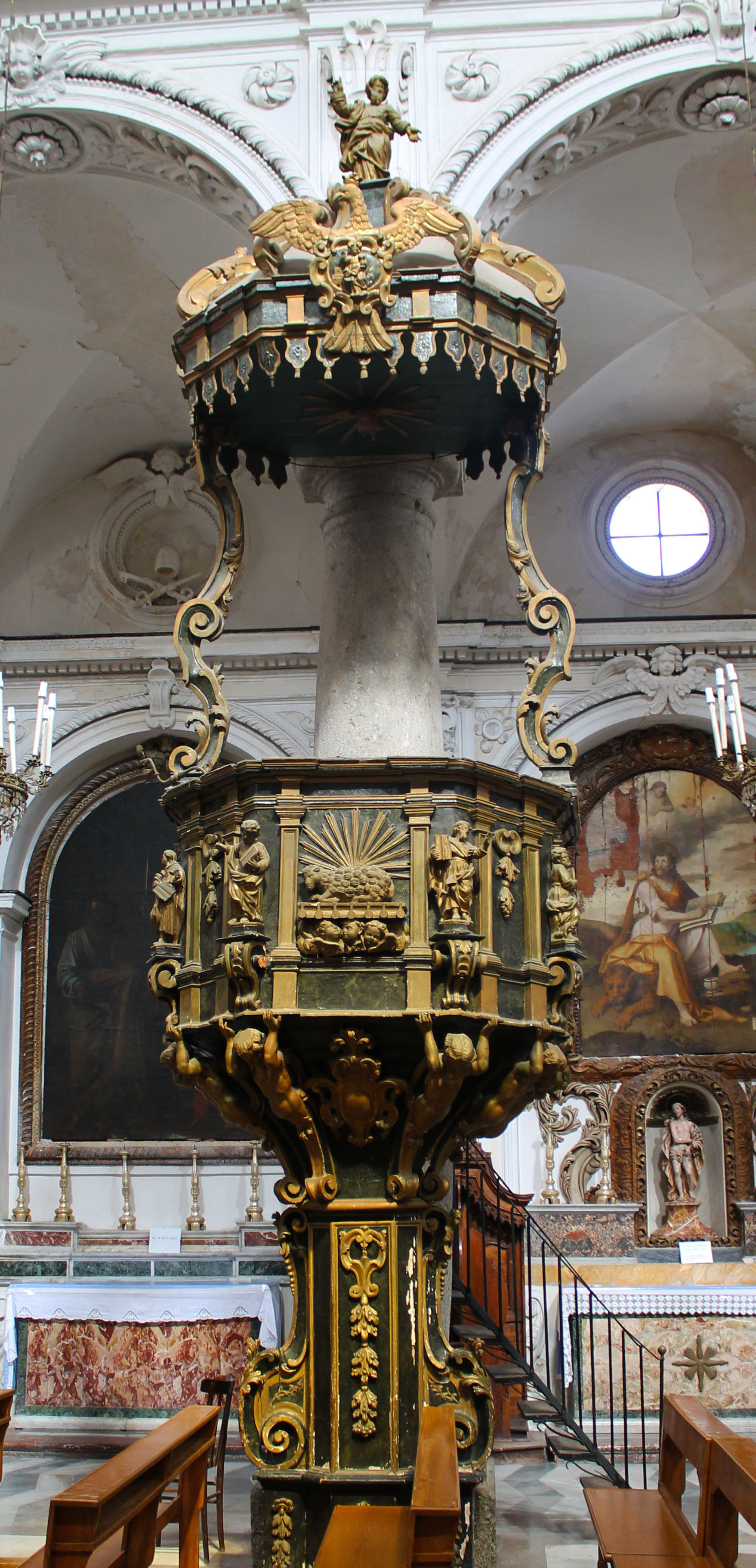
Pulpito in legno

- Prima campata: Altare dedicato al Rosario. Come pala d'altare campeggia il dipinto della Madonna del Rosario raffigurante la Vergine fra il frate domenicano Enrico Suso e San Lorenzo Martire diacono Romano, nella campata staziona permanentemente la vara delle processioni pasquali L'orazione di Gesù nell'Orto degli Ulivi.
- Seconda campata: Altare di San Sebastiano. Come pala d'altare campeggia la tavola del Martirio di San Sebastiano di Giuseppe Salerno, collega di studio di Guido Reni, soprannominato lo Zoppo di Gangi, opera del XVII secolo.
- Terza campata: Ingresso di ponente sovrastato da affresco delimitato da cornice in stucco riproducente una scena del Martirio di Santa Lucia.
- Quarta campata: Altare dell'Ecce Homo. Incassata fra stucchi con motivi a foglie d'acanto e una cornice lignea che richiama lo stesso intaglio, la nicchia con conchiglia superiore che ospita la statua in alabastro roseo dell'Ecce Homo attribuita al palermitano Ignazio Marabitti del 1771. Preziosa scultura dal delicato drappeggio con pieghe dorate e allocata su un alto piedistallo in agata. Sovrasta la nicchia la tavola di San Marco di Deodato Guinaccia del 1581 inserita in una massiccia cornice in stucco.
- Quinta campata: Altare di San Pietro e San Paolo. Come pala d'altare campeggia il dipinto su tela dei Santi Pietro e Paolo Apostoli attribuita ad Alonso Rodriguez del secolo XVI, collaboratore del Caravaggio del quale è riconoscibile lo stile.
- Ingresso della sagrestia.

### La navata di sinistra

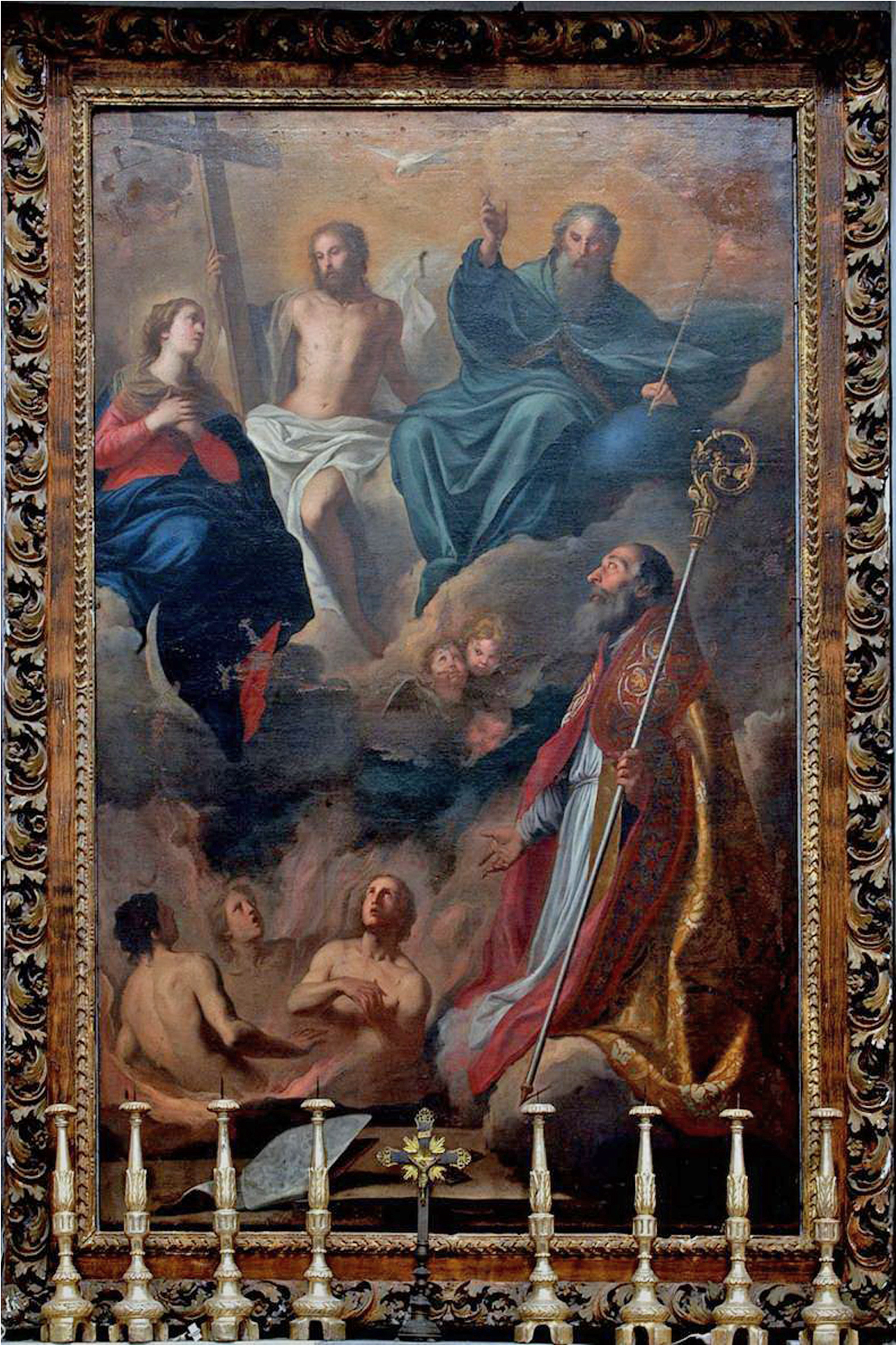
San Biagio, Pietro Novelli 1645

- Acquasantiera, opera di Gabriele di Battista.[6]
- Prima campata: Una cancellata delimita il vano dove è ubicato il Fonte battesimale coperto da custodia lignea secentesca, il fusto ornato da quattro torsi alati e vasca ottagonale con formelle, di cui una reca lo scudo della famiglia di Giovanni Martino Vitale, del 1484, opera di Gabriele di Battista.[6] Sotto l'arcata come pala d'altare campeggia il dipinto della Madonna del Carmelo raffigurata con San Simone Stock padre Carmelitano, San Dionigi l'aeropagita e Sant'Antonio da Padova.
- Seconda campata: Altare di San Gregorio. Come pala d'altare campeggia il dipinto su tela raffigurante San Gregorio Taumaturgo, quadro autografo di Pietro Novelli con la dicitura Petrus Novelli, sul cartiglio dipinto si legge l'iscrizione "VNUS DEUS PATER VERBI VI UENUS SAPIENTÆ SUBSISTENS".[3]
- Terza campata: Ingresso di levante sovrastato da affresco delimitato da cornice in stucco riproducente una scena del Martirio di Santa Lucia.
- Quarta campata: Altare della Madonna della Presentazione, sotto l'arcata come pala d'altare campeggia il dipinto di Scuola Siciliana del secolo XVII raffigurante la Vergine con Santa Caterina da Siena e Santa Rosa da Lima entrambe suore Terziarie dell'Ordine Domenicano.
- Quinta campata: Altare del Crocifisso. Campeggia un Crocifisso ligneo del 1500 con decorazioni di foglie d'acanto di stucco in altorilievo di notevole fattura. In seguito alla ricognizione e la beatificazione del 2 settembre 2013, l'urna contenente le spoglie del Beato Antonio Franco è stata collocata sotto la mensa dell'Altare del Crocifisso secondo le volontà testamentarie del prelato. Sulla cornice dell'arco è inciso il nome del committente: "FRANCISCVS CVCVZZA".

### Transetto

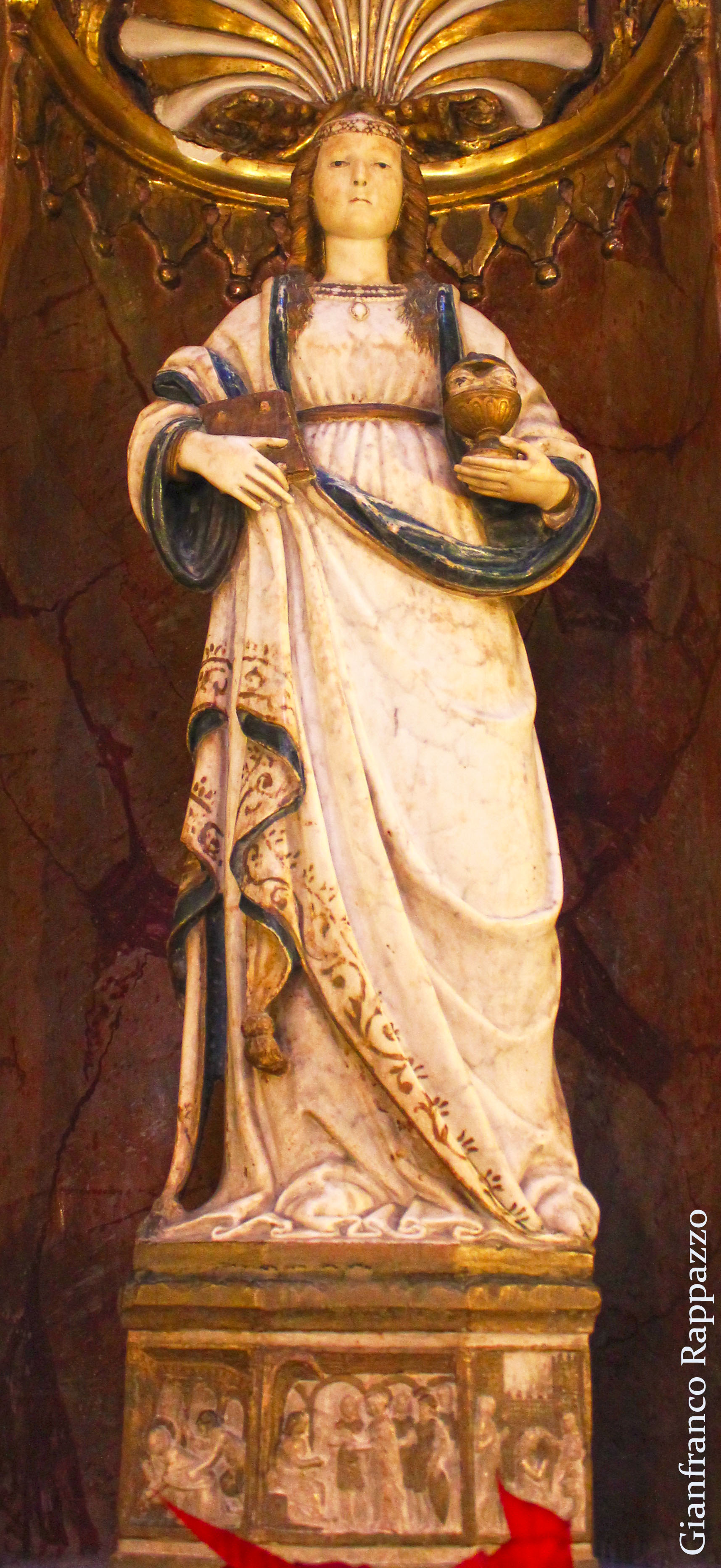
Statua di Santa Lucia

Tra l'abside quadrangolare e le navate si trova il transetto, il quale è caratterizzato dalla presenza della cupola settecentesca, posta in corrispondenza della crociera. Oltre agli altari delle Cappelle facenti capo alle navate laterali, sono presenti due artistici altari ai lati estremi del transetto. Come punto di riferimento l'altare maggiore in marmi policromi del 1742, il braccio di sinistra presenta a ridosso della parete di fondo un altare con timpano ad arco spezzato e stemma centrale recante l'iscrizione "DEO UNI TRINO ORANT. PATRONO S. BLASIO EPIS ET MARTYRI DICATUM", la cui pala, commissionata dalla Confraternita degli Agonizzanti a Pietro Novelli nel 1645, raffigura la Trinità, la Vergine, San Biagio e le Anime purganti. L'altare del braccio di destra, la cui sopraelevazione in stucco con lesene e capitelli corinzi, timpano ad arco spezzato e fregio mediano recante l'iscrizione "IMMACVLATÆ DEIPARAE VIRGINIS CONCEPTIONI D", invece, è sormontato dalla pala dell'Immacolata, realizzata da Filippo Jannelli nel 1676. La Vergine è attorniata dalle figure di Santa Cecilia protettrice dei musicisti ritratta nell'atto di suonare uno strumento ad arco, Santa Rosalia identificabile dall'abito basiliano e la coroncina di rose sul capo, San Lorenzo che tiene seco lo strumento di tortura: la graticola, infine a destra la figura di San Giacomo Maggiore riconoscibile per l'abbigliamento da viandante e ai piedi per la presenza di una conchiglia o capasanta simbolo del pellegrinaggio terreno. Alla sinistra dell'altare due epigrafi, in basso quella che commemora Monsignor Pedro Solera Montoya, in alto quella del Vescovo Raimondo De Moncada ("[…] RAYMVNDO DE MONCADA […] PACTENSIUM TYNDARITANORUM PONTIFICE […]") alla guida della vicina Diocesi di Patti, regnante Ferdinando I delle Due Sicilie di Borbone, nel contesto della Rivoluzione francese e le mire espansionistiche di Napoleone Bonaparte. Sulla destra il monumento funerario di Monsignor Marcello Moscella.
In corrispondenza di ciascuna delle due navate laterali, si apre sul transetto una cappella. Quella di sinistra è dedicata al Santissimo Sacramento ed è contraddistinta da alcuni frammenti degli affreschi con Storie del Vecchio Testamento di Domenico De Gregorio del 1886. Elegante altare in marmi policromi, la cui sopraelevazione è costituita da doppie colonne binate per parte con capitelli corinzi, sormontate da robusto architrave spezzato e simmetrico, sul quale è posta una coppia di angeli genuflessi verso il centro, nella parte mediana la figura del Creatore Onnipotente benedicente. Sopra il tabernacolo la statua del Sacro Cuore, sotto la mensa il bassorilievo dell'Ultima Cena in unico blocco marmoreo attribuito al palermitano Valerio Villareale inserito nella parte centrale del paliotto, di chiara ispirazione Leonardesca.
Sul frontone dell'arco della cappella in fondo alla navata di destra con timpano ad arco spezzato e stemma centrale raffigurante fregio col simbolo iconografico della martire dedicata a Santa Lucia, alla base delle modanature si legge "LVCIÆ VIRG. ET MART. TITVLAR DIC.", la quale cappella si presenta riccamente ornata e decorata di stucchi e affreschi. Di fronte l'altare con colonne scanalate e capitelli corinzi reggono un architrave con figure femminili e stemma al centro, delimitano una nicchia bordata con ghirlande di fiori e frutta, all'interno della quale, sotto la decorazione a conchiglia simboleggiante il pellegrinaggio, è esposta la Statua di Santa Lucia di fine XV secolo. Nella splendida statua marmorea, in molti ravvedono lo stile di Domenico Gagini, per alcuni critici l'opera è attribuibile a Francesco Laurana. Sulla sinistra, l'altare che custodiva l'urna di metallo e cristallo con il corpo incorrotto del Servo di Dio Monsignor Antonio Franco. A destra, lo sfarzoso Mausoleo di Monsignor Francesco Barbara, lungo la parete di raccordo col transetto il cenotafio di Monsignor Salvatore Ballo Guercio.

### Presbiterio e abside

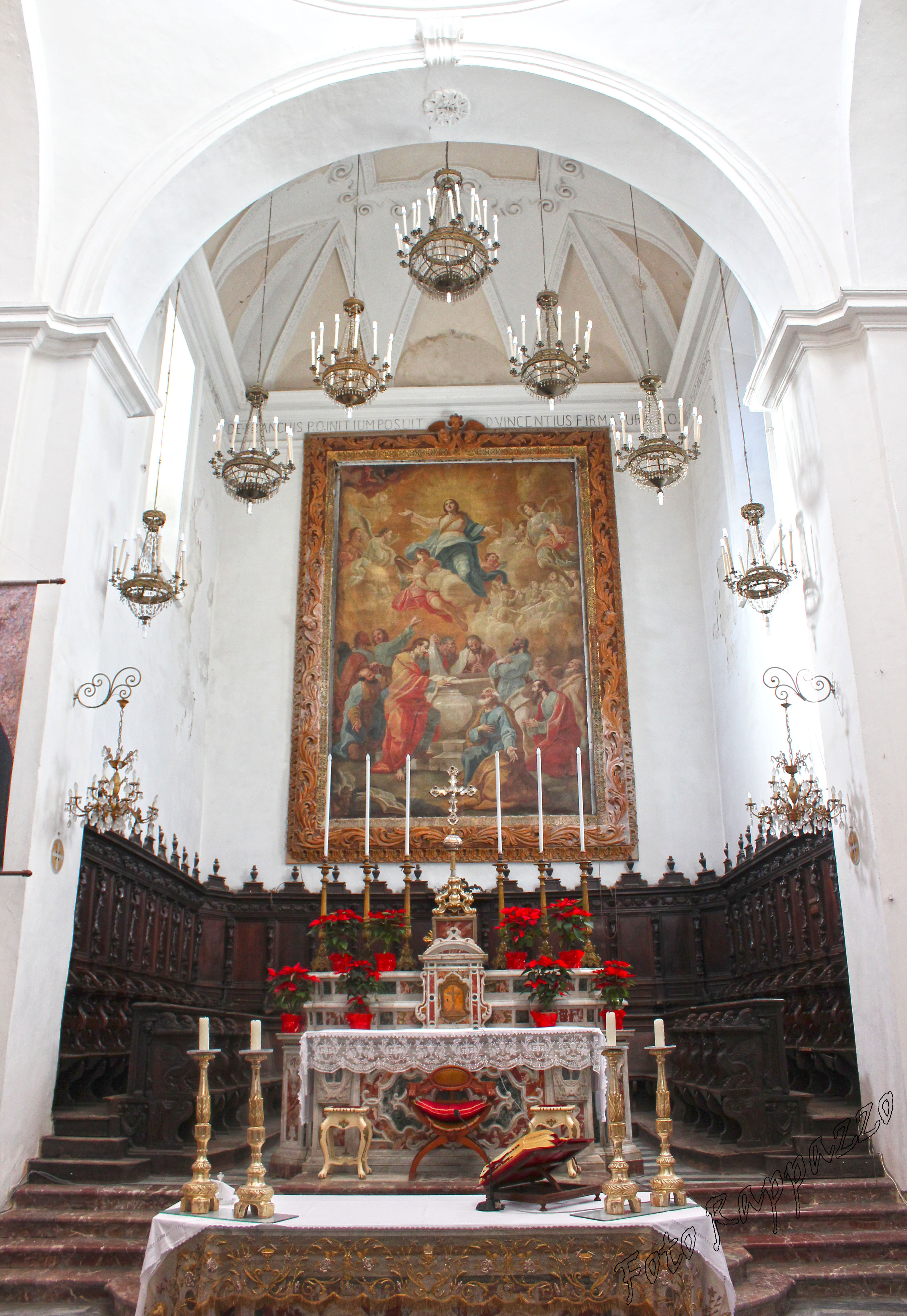
L'abside

Sotto l'arco absidale, rialzato e occupante parte della zona presbiteriale l'altare realizzato dopo il Concilio Vaticano II, in marmi policromi e con un raffinato paliotto marmoreo. Ancor più elevato in zona abside, l'altare tabernacolo del 1739 in marmi policromi attorniato alle pareti dallo splendido coro ligneo intagliato attribuito a Giovanni Gallina da Nicosia del 1650. Sulla parete è collocato un grandioso dipinto dell'Assunzione di Fra Felice da Palermo, al secolo Giovan Battista da Licata, del 1771 inserito in una monumentale cornice lignea di splendide foglie d'acanto scolpite. Si ammira l'Assunzione della Vergine fra schiere di angeli, alla base del dipinto tredici personaggi in contemplazione disposti intorno alla fonte della vita accanto alla figura dello stesso Redentore, inginocchiato si riconosce la figura di San Pietro apostolo, per le fattezze del volto e dalle chiavi poste sul terreno avanti a sé. Per l'autore, la condizione di uomo consacrato a Dio, impediva di autografare le opere, sicché non c'era modo migliore per garantire l'attribuzione del proprio lavoro ritraendo uno dei personaggi con le proprie fattezze somatiche, nello specifico, nel personaggio del Principe dei Apostoli si ravvisa l'autoritratto del frate cappuccino.
Dello stesso frate cappuccino si riconosce il tratto pittorico in numerose opere sparse nelle chiese della cittadina, stessi soggetti e volti di personaggi sono ravvisabili in dipinti custoditi nella ripristinata chiesa dei Cappuccini dove si può ammirare un'Assunzione con santa Lucia, san Biagio, san Francesco d'Assisi e santa Chiara, questi ultimi fondatori dell'Ordine Francescano. Le stesse fattezze di San Biagio, identiche a quelle dell'Apostolo Pietro, si riscontrano nel volto di uno dei Magi nell'Adorazione dei Magi adiacente, splendido esempio di rappresentazione di fastosi costumi del Medio Oriente. Stessa tecnica, uguale mano e fogge di barba comuni nella commovente Deposizione e nel quadro Maria Bambina e le Sacre Scritture con Sant'Anna e San Gioacchino.
Sulla parte terminale del corpo absidale, un delicato gioco di crociere fatto di vele e pennacchi, alla base del quale, sulla cornice in stucco è presente l'iscrizione: "AN. MDCXVIII D. ANTONI DE FRANCHIS P.O. INITIUM POSUIT D. VINCENTIUS FIRMATURA P.O. EXPLEVIT AN. MDCXLI.".
Pregevole il candelabro marmoreo per il cero pasquale del 1661, recante sul capitello lo stemma del prelato Martino La Farina, l'opera è addossata al pilastro che separa la zona absidale dalla Cappella del Santissimo Sacramento. Sulla colonna di fronte è murata la targa marmorea col ritratto in ardesia commemorante monsignor Vincenzo Firmatura successore di monsignor Antonio Franco.

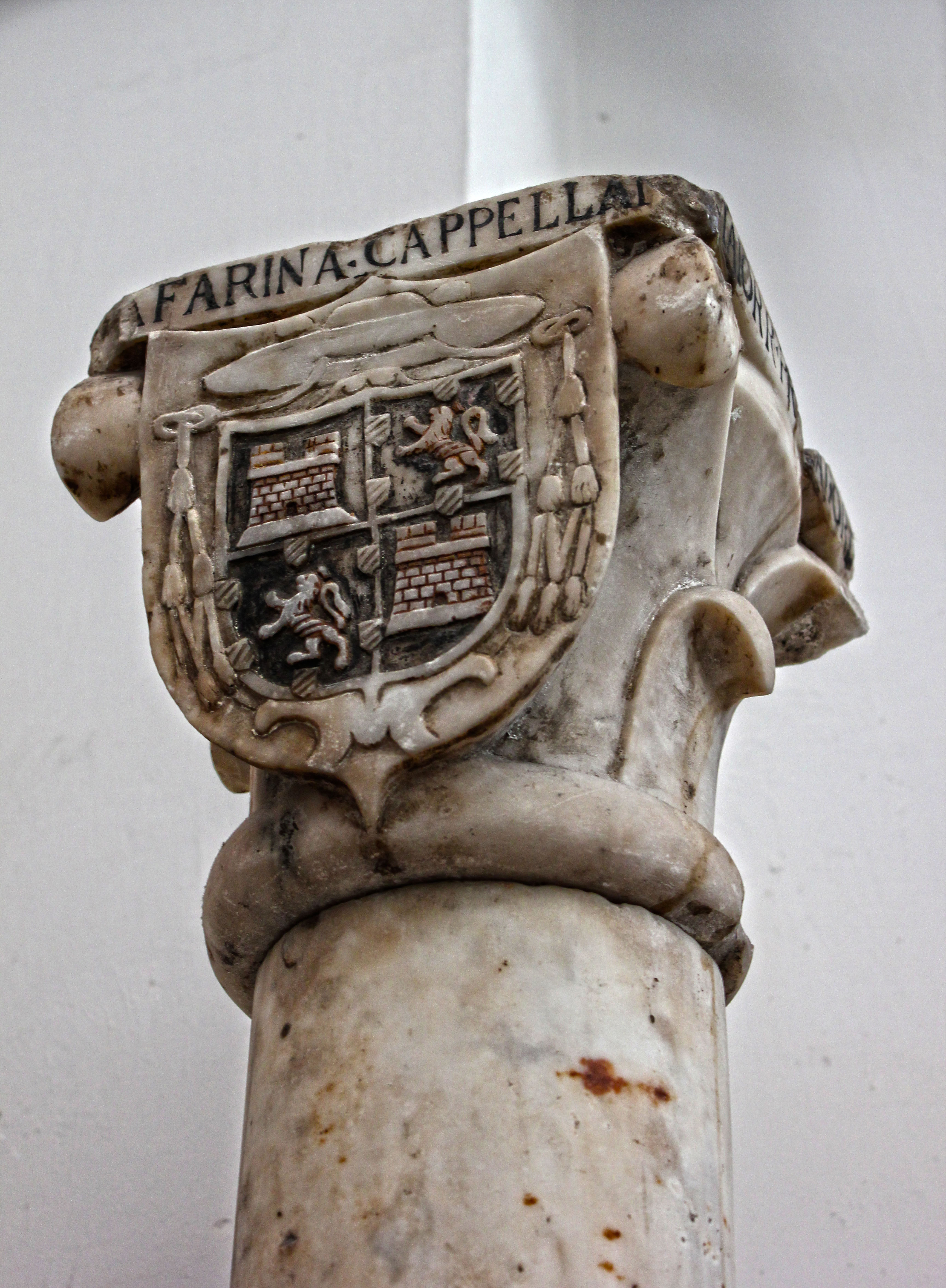
Capitello Mons. Martino La Farina
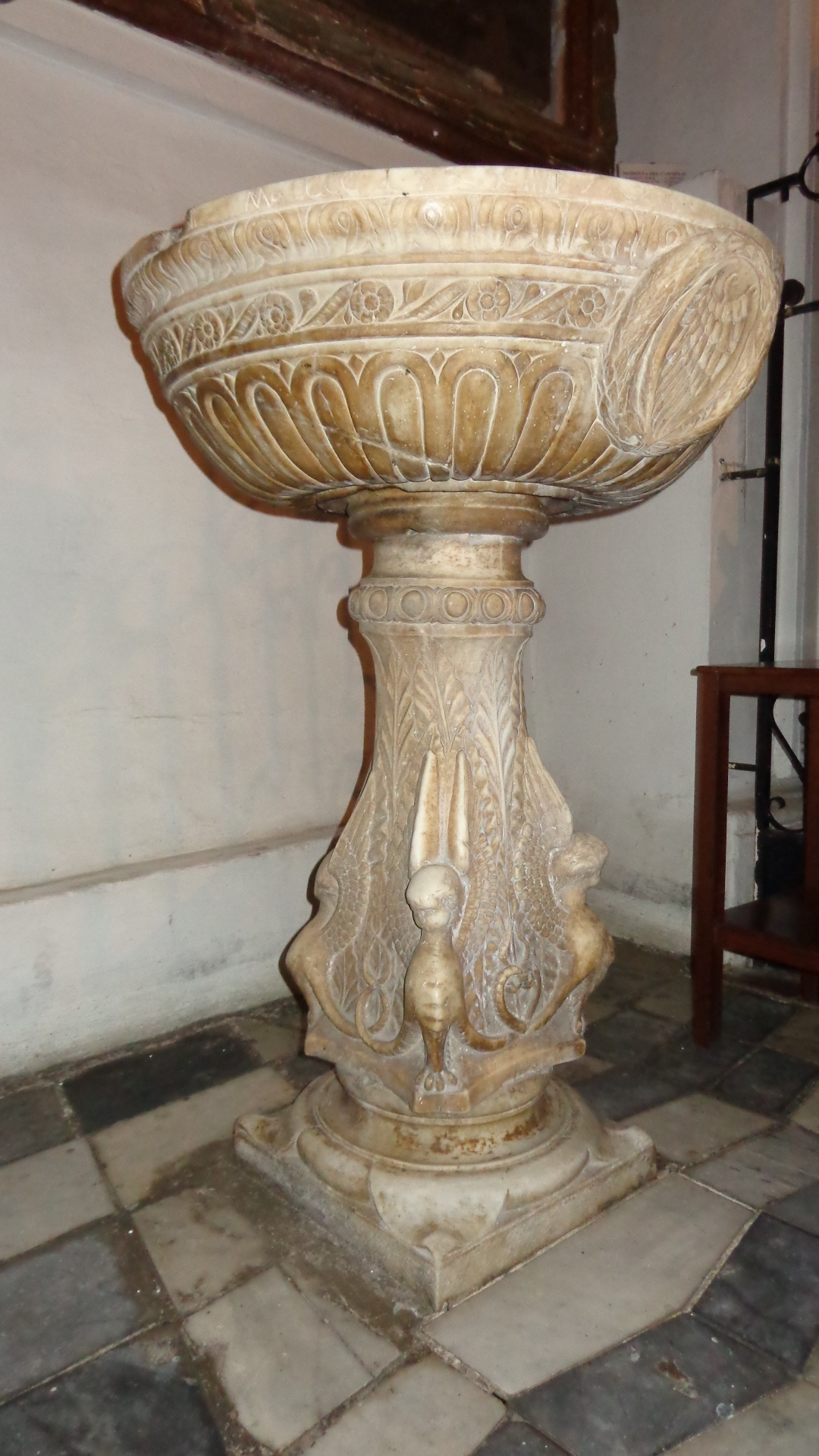
Fonte battesimale
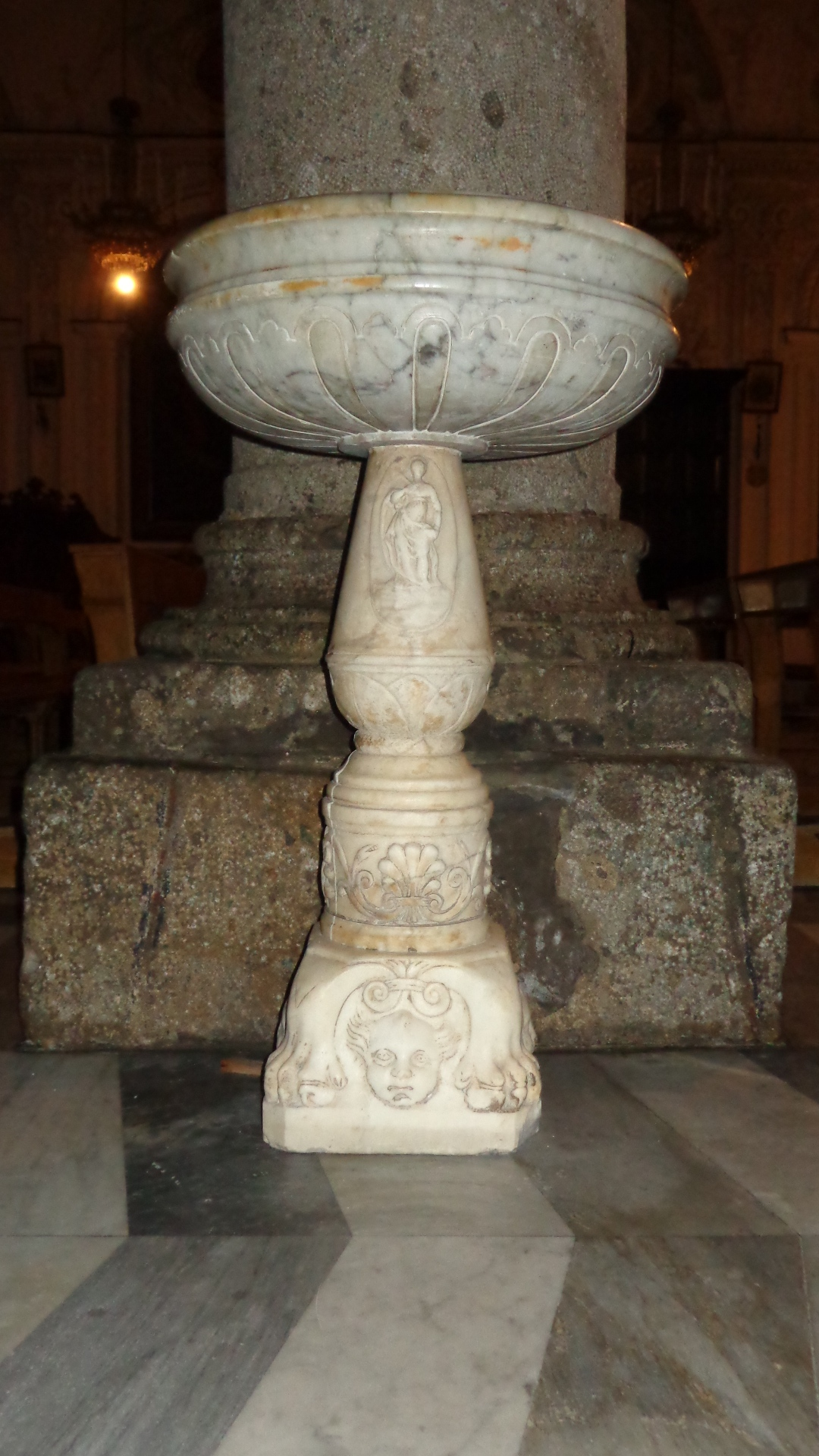
Acquasantiera
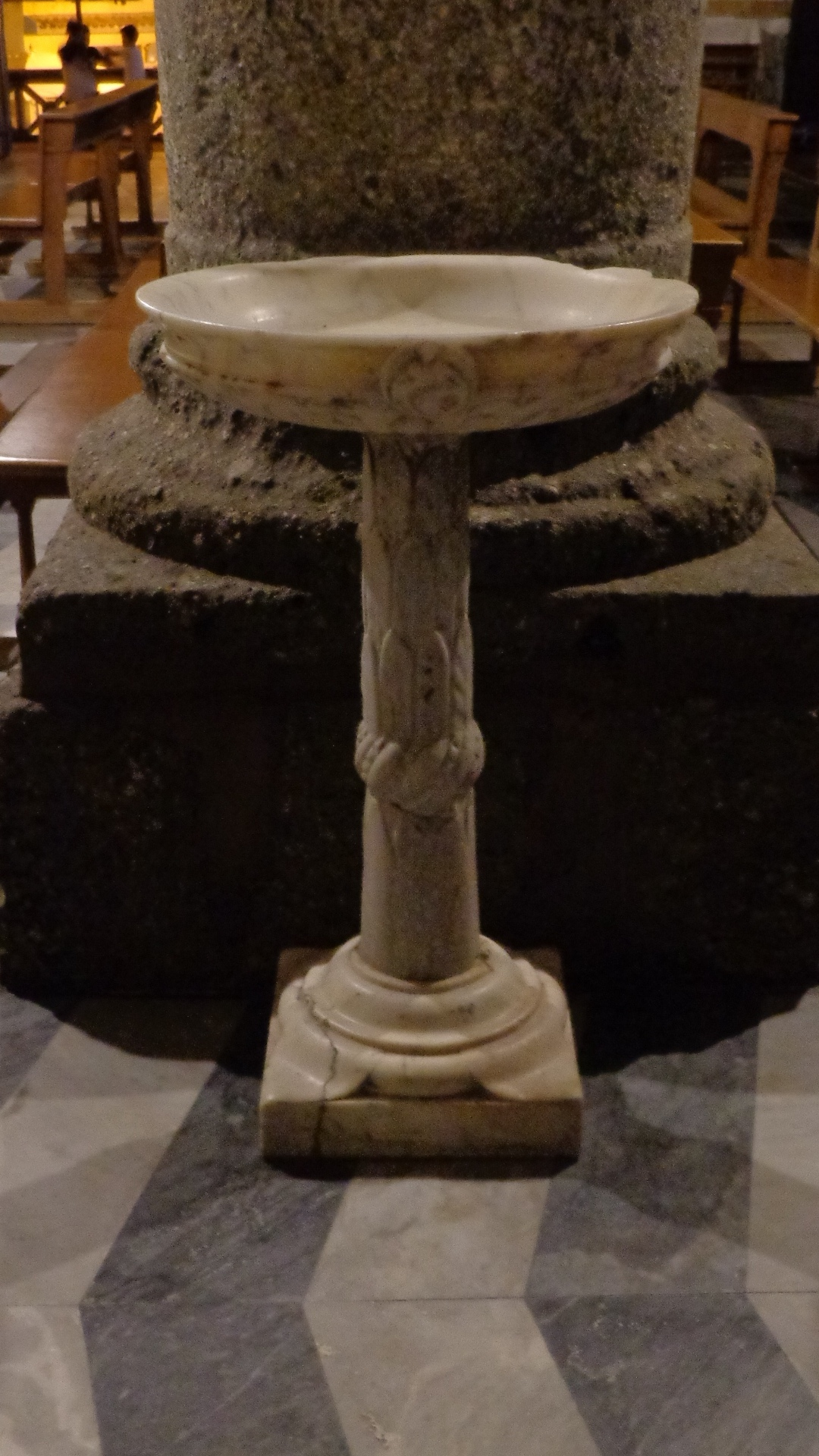
Acquasantiera
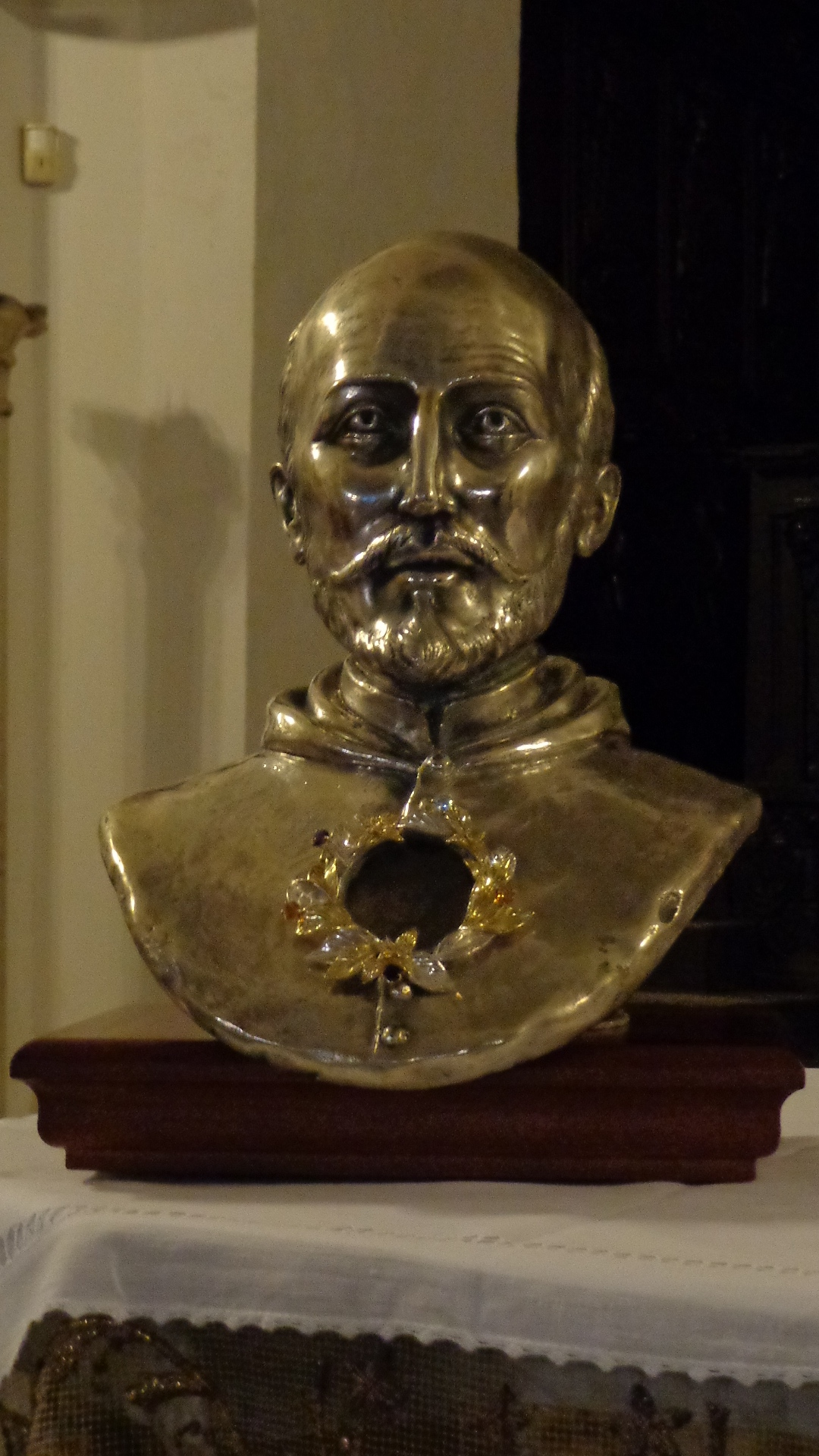
Busto argenteo del Beato Franco

### Il coro

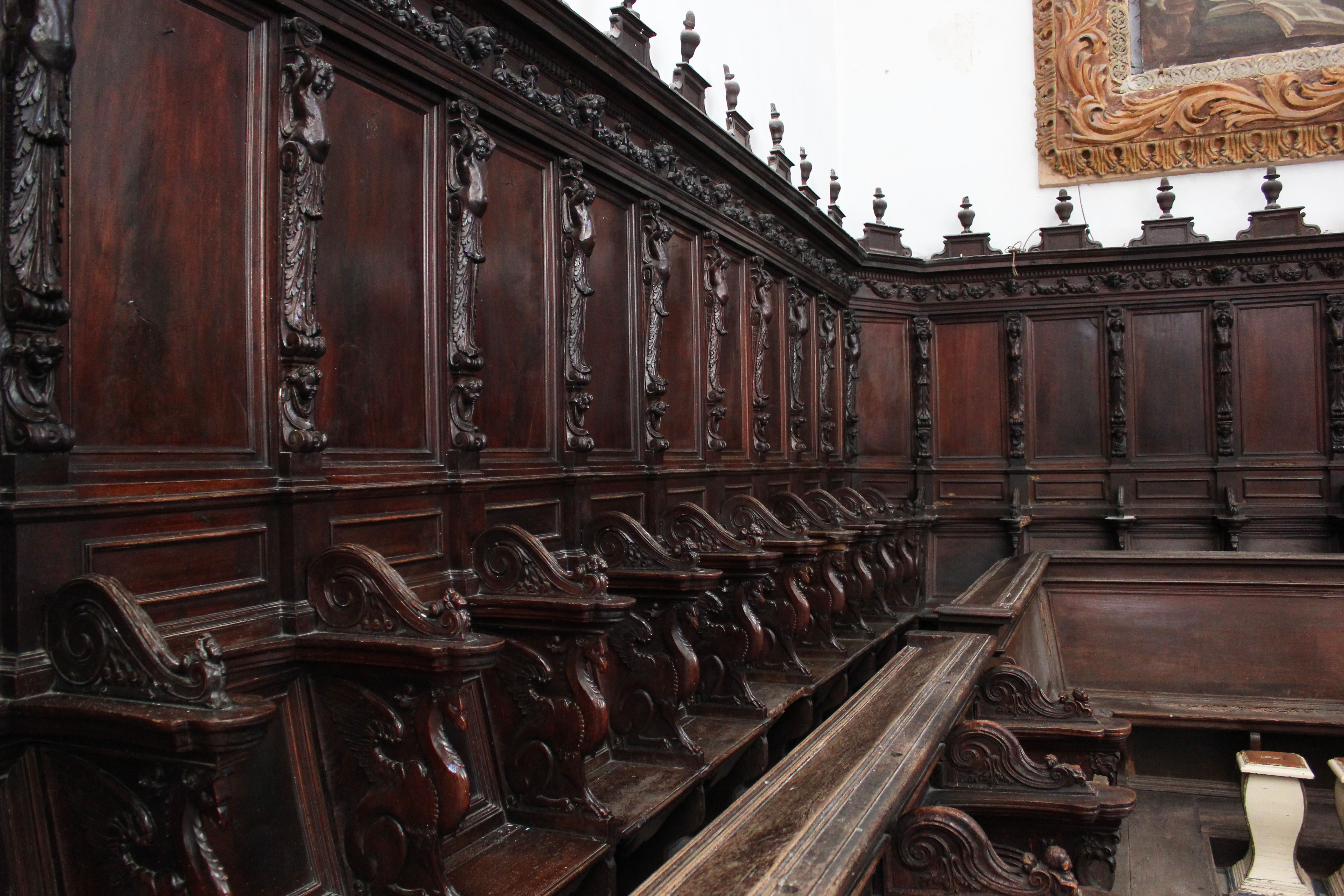

All'interno del vano absidale, subito dopo l'altare maggiore, trova luogo il grande coro ligneo finemente intagliato in noce, attribuito a Giovanni Gallina da Nicosia 1685. Il coro costituito da un doppio ordine di stalli (39 in tutto) disposti in due file distinte collegati tra loro da pochi scalini. L'intera composizione a base quadrata presenta innumerevoli decori fra putti, fasci decorativi e grifoni, questi ultimi posti nel separare gli stalli uno dall'altro creando una simmetria di elementi suggestiva ed elegante. Al centro troviamo il leggio a piramide contenente in passato i libri corali, grandi volumi manoscritti in pergamena e finemente lavorati.

## Organo a canne
Sulla cantoria in controfacciata, si trova l'organo a canne Tamburini opus 445, costruito nel 1962.
Lo strumento è a trasmissione elettrica e dispone di 16 registri. La sua consolle, anch'essa situata in cantoria, ha due tastiere di 61 note ciascuna e pedaliera concavo-radiale di 32 note; i registri, le unioni e gli accoppiamenti sono azionati da placchette a bilico poste su unica fila sopra il secondo manuale.

## Sagrestia
Nella sagrestia ubicata sul lato destro con ingresso dopo la quinta campata, sono presenti armadi in noce scolpito del 1650 attribuiti a Giovanni Gallina da Nicosia, dove si custodiscono paramenti ricamati in oro e argento; un cofanetto di metallo e cristallo in cui è racchiusa la catena ferrea che il beato Antonio Franco indossava ai lombi, il reliquiario d'argento dorato della croce d'orafo della prima metà del secolo XVI. È occasionalmente esposta la statua lignea settecentesca di santa Lucia con indorature e argentature, utilizzata durante i percorsi processionali e usualmente custodita nella chiesa di San Nicola.
Iscrizione incisa sulla targa posta sull'ingresso della sacrestia: 

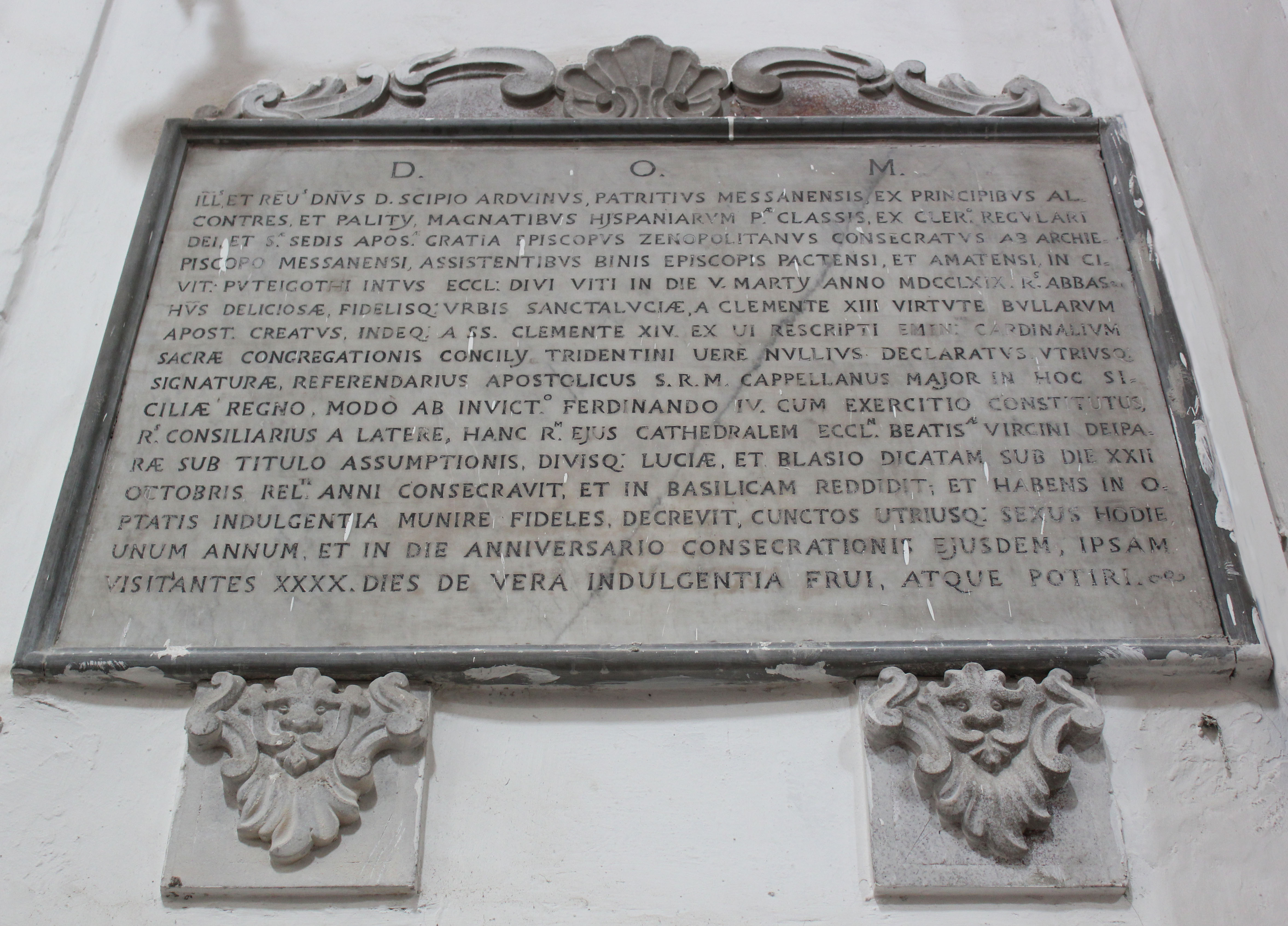

La sobria targa segna lo spartiacque con tutte le altre epigrafi pompose, referenziali e celebrative finanziate dai potenti monarchi di turno.
Il contenuto integrato col testo dell'epigrafe posta sull'ingresso laterale del duomo di San Vito così si riassume: 
- «Il 5 marzo del 1769 l'Arcivescovo di Messina Giovanni Maria Spinelli con l'assistenza del Vescovo Carlo Mineo di Patti e Gaetano Galbato Vescovo di Amatunte nomina il Prelato Scipione Ardoino Alcontres Vescovo di Zenopoli nel duomo di San Vito della città di Pozzo di Gotto. Scipione Ardoino Alcontres nominato da Clemente XIII per mezzo di bolle apostoliche e poi da Clemente XIV, già Abate Regio della "deliziosa e fedele" città di Santa Lucia del Mela, la cui Diocesi è dichiarata “Vere Nullius” per l'importanza riconosciuta dagli eminenti cardinali della Sacra Congregazione del Concilio Tridentino, di entrambi i Pontefici è Referendario Apostolico, Cappellano Maggiore di sua Regia Maestà Ferdinando IV, Consigliere Regio, questa Santa Chiesa Cattedrale della Beatissima Vergine Madre di Dio sotto il titolo dell'Assunzione dedicata ai santi Lucia e Biagio consacra il 22 ottobre 1769 elevandola al rango di Basilica. A tutti i fedeli è concessa un anno di vera indulgenza dalla data di consacrazione. Ai visitatori nel giorno dell'anniversario sono concessi 40 giorni di vera indulgenza.»

Scipione Ardoino Alcontres oltre alla carica di prelato della Diocesi Luciese, di vescovo della Diocesi di Zenopoli di Licia conclude il ministero ricoprendo la carica di arcivescovo della Diocesi di Messina.

## Palazzo Prelatizio - Museo diocesano

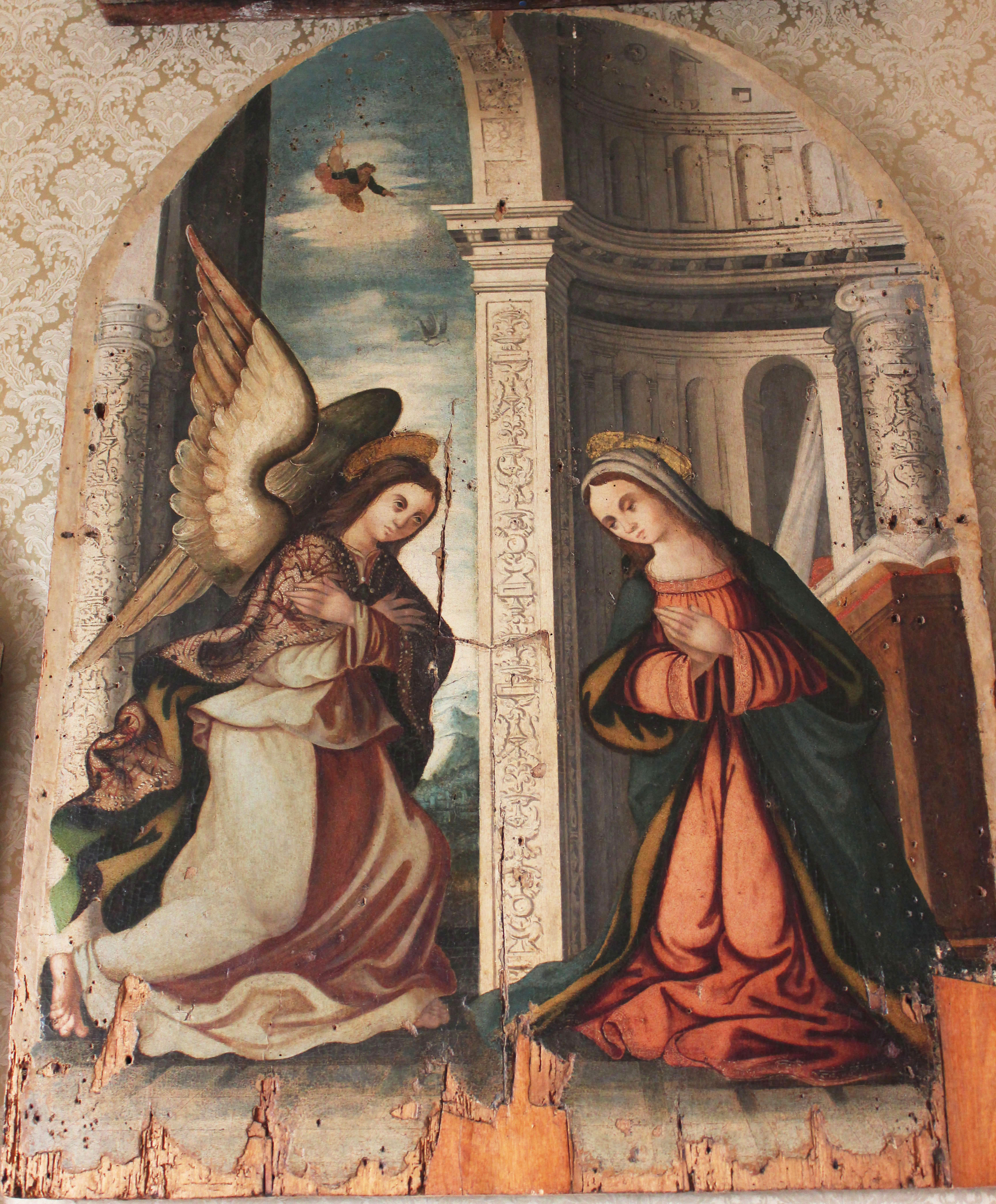
Tavola dell'annunciazione

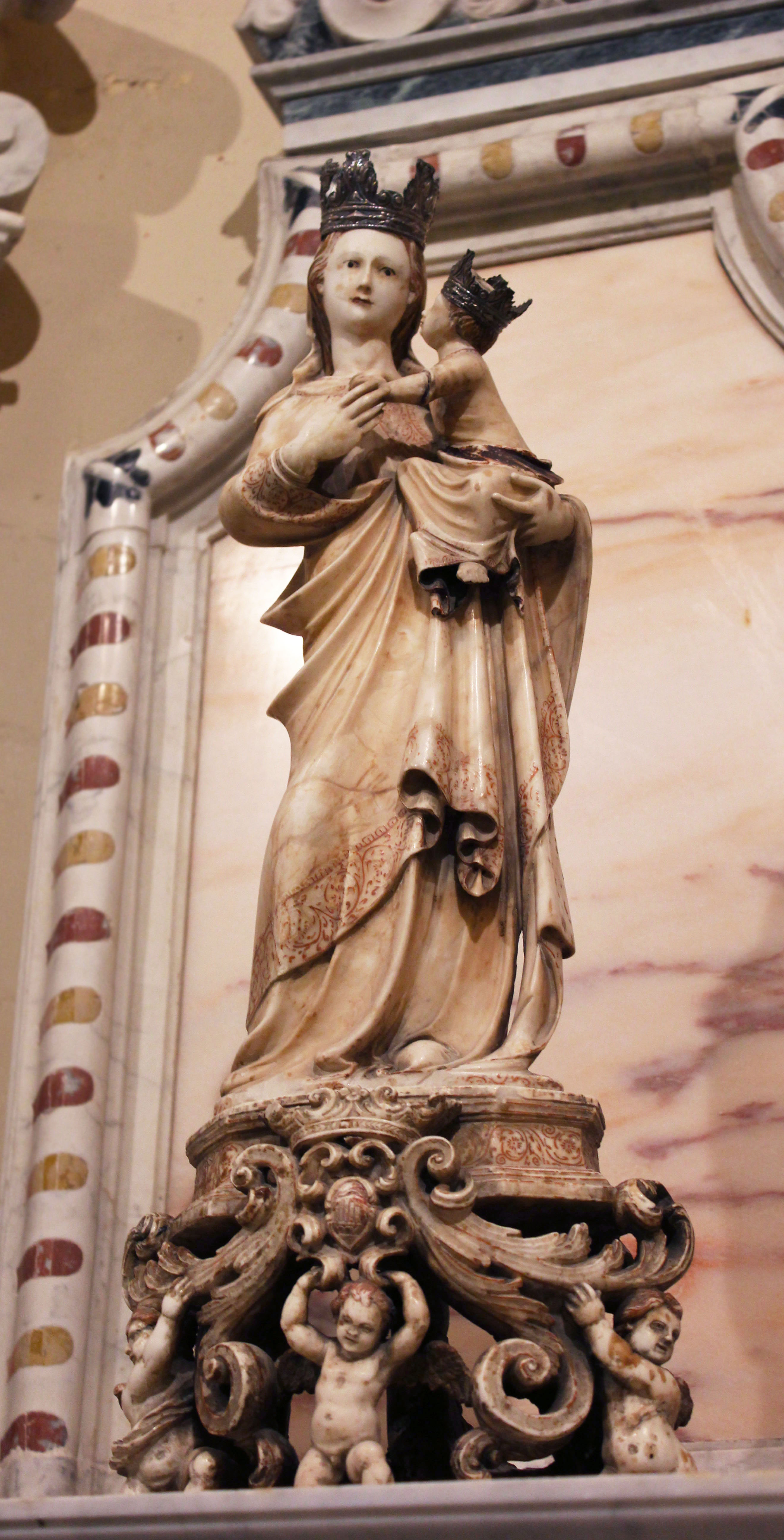
Madonna di Trapani

Dal 1990 circa è stato istituito il museo diocesano della prelatura nullius di Santa Lucia del Mela nei locali dell'attiguo Palazzo Prelatizio o Vescovile. Lo stesso Palazzo costruito su commissione di Monsignor Rao Grimaldi del 1608, sotto la direzione di Vincenzo Firriati, architetto che ha diretto i lavori della cattedrale. Il terremoto del 1783 comporta una ricostruzione dell'edificio dotato tra l'altro, di un passaggio che lo collega direttamente alla cattedrale. I monsignori Ballo e Ricceri contribuiscono a renderlo una sede sontuosa adornandolo con manufatti e opere artistiche provenienti da tutte le costruzioni della Prelatura. Il tempo e altri eventi nefasti hanno contribuito a minare il cospicuo patrimonio artistico del territorio ma, allo stesso tempo, l'edificio si è prestato a raccogliere gran parte dei capolavori destinati ad essere smembrati e sparsi in edifici museali fuori città.
L'opera di raccolta condotta da monsignore Raffaele Insana, ha determinato la costituzione dell'odierno museo, allo stato attuale suddiviso nelle seguenti sezioni: testimonianze circa attrezzi, usi e costumi della civiltà contadina locale; il Tesoro della cattedrale e della Prelatura (rappresentato da ostensori, reliquiari ex voto d'oro e d'argento, tra i quali il reliquiario in argento dorato della Santa Spina di orafo messinese del 1300, mano argentea con reliquia di santa Lucia di Francesco Bruno, argentiere messinese del 1600); paramenti liturgici.
Nelle sale nobiliari quadri e opere marmoree provenienti dal patrimonio distrutto o dismesso della Prelatura, come il Salone di Rappresentanza ricco di dipinti di varie epoche e la bellissima cappella privata con altare marmoreo del 1757 ove fa bella mostra la stupenda Madonna di Trapani, pregiata statuetta dall'incerta datazione e attribuibile a Scuola Gaginesca, grazie all'interesse di monsignor Ricceri, che nei primi anni del dopoguerra rivoluziona l'intero complesso e colloca l'artistica opera proveniente dall'oratorio di Santa Maria dell'Arco.

## Prelati della basilica
Nominativi di Prelati presenti in Basilica, targhe, lapidi o per commissioni lavori.
- 1º Prelato Gregorio Mostaccio, Cappellano Militare di Federico II dal 1206.
- 35º Prelato Simone Rao Grimaldi, palermitano alla guida della prelatura nullius dal 15 agosto 1602 al 12 marzo 1616 a Palermo dove s'era recato per motivi di salute. Promotore con l'architetto Vincenzo Ferriati dello sviluppo dell'edificio attuale e del Palazzo Prelatizio. Ottiene dalla Santa Sede che l'abate di Santa Lucia del Mela possa indossare nelle Messe solenni gli indumenti pontificali come i Vescovi: mitra, pastorale, guanti, anello, croce pettorale, trono, ecc. Sotto il governo di monsignor Rao si stabilisce a Santa Lucia del Mela l'Ordine dei frati minori cappuccini, i quali nel 1610 costruirono il loro Convento, nonostante l'opposizione dell'Ordine dei frati minori e dell'Ordine dei frati minori conventuali.
- 36º Prelato Antonio Franco, alla guida della prelatura nullius dal 1617 al 1626.
- 37º Prelato Vincenzo Firmatura, successore Mons. Antonio Franco, alla guida della prelatura nullius dal 1628 al 1648, sotto il suo mandato conclusione dei lavori nel 1642.
- 38º Prelato Martino La Farina, alla guida della prelatura nullius dal 1648 al 1668.
- 39º Prelato  Simone Impellizzeri, alla guida della prelatura nullius fino al 1701. Sotto il suo mandato nel 1673 provvede alla ristrutturazione del complesso del Castello di Santa Lucia del Mela. Il torrione quadrangolare di nord-est è trasformato in Santuario della Madonna della Neve.
- 41º Prelato Pedro Solerá Montoya, alla guida della prelatura nullius dal 1709 al 1711.
- 42º Prelato Francesco Barbara, alla guida della prelatura nullius dal 1712 al 1732.
- 44º Prelato Marcello Moscella, alla guida della prelatura nullius dal 1736 al 1760.
- 45º Prelato Scipione Ardoino Alcontres, alla guida della prelatura nullius dal 1767 al 1771, nominato arcivescovo di Messina. Nominato Vescovo di Zenopoli il 5 marzo 1769 nella Chiesa di San Vito in Barcellona Pozzo di Gotto.
- 47º Prelato Carlo Santacolomba, alla guida della prelatura nullius dal 1780 al 1801, sotto il suo mandato il parziale recupero del Palazzo Prelatizio.

Prelati dal 1900 ad oggi.
- 56º Prelato Vincenzo Di Giovanni alla guida della prelatura nullius dal 1896 al 1901 dimesso. Teologo, filosofo, archeologo, vescovo di Teodosiopoli, arcivescovo dell'Arcidiocesi di Pessinonte.
- Sede vacante (1901-1920)
- 57º Prelato Francesco Certo Garipoli alla guida della prelatura nullius dal 1901 al 1911 (amministratore apostolico).
- 58º Prelato Salvatore Ballo Guercio, alla guida della prelatura nullius dal 1920 al 1933, nominato vescovo di Mazara del Vallo.
- 59º Prelato Antonio Mantiero alla guida della prelatura nullius dal 1935 al 1936, nominato vescovo di Treviso.
- 60º Prelato Luciano Geraci alla guida della prelatura nullius dal 1937 al 1946.
- 61º Prelato Luigi Cammarata alla guida della prelatura nullius dal 1946 al 1950.
- 62º Prelato Guido Tonetti alla guida della prelatura nullius dal 1950 al 1957, nominato arcivescovo, titolo personale, di Cuneo.
- 63º Prelato Francesco Ricceri alla guida della prelatura nullius dal 1957 al 1961, nominato vescovo di Trapani.
- 64º Prelato Francesco Tortora, alla guida della prelatura nullius dal 1962 al 1972, nominato vescovo di Locri-Gerace.
- Sede vacante (1972-1976)
- 65º Prelato Ignazio Cannavò, 20 dicembre 1976 - 30 settembre 1986, nominato arcivescovo di Messina-Lipari-Santa Lucia del Mela.

## Galleria d'immagini

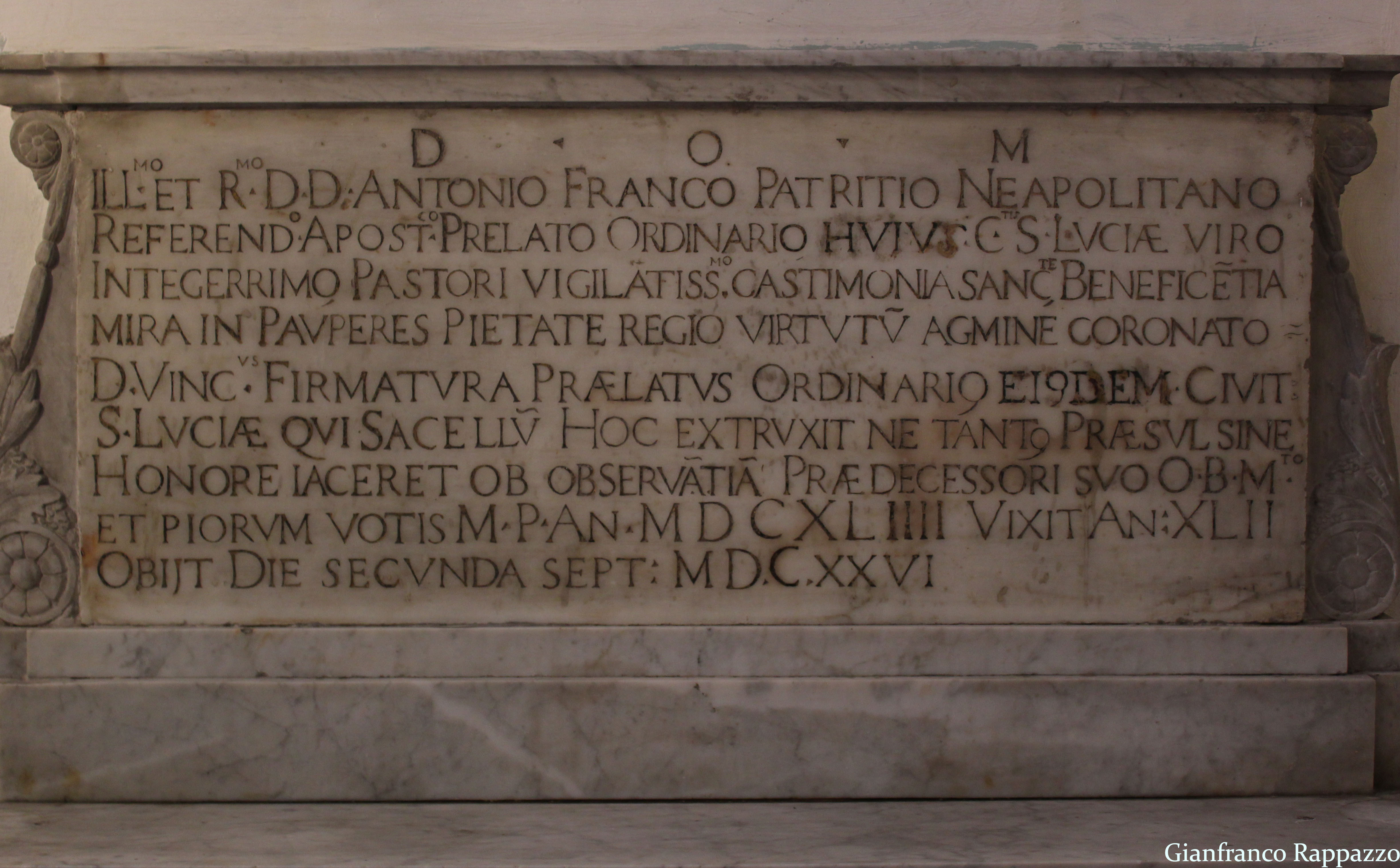
Commemorazione Beato Antonio Franco
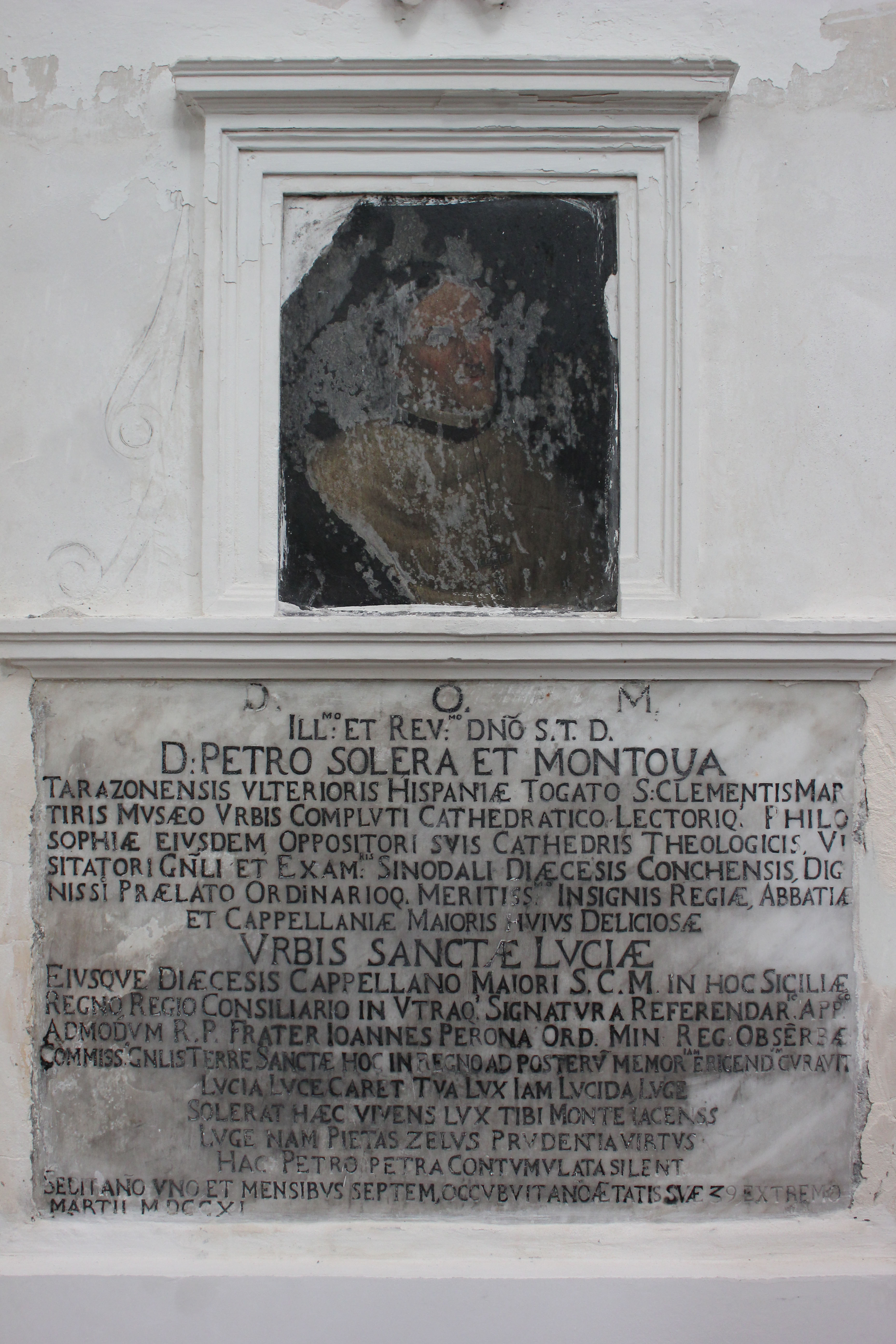
Mons. Pietro Solera Montoya
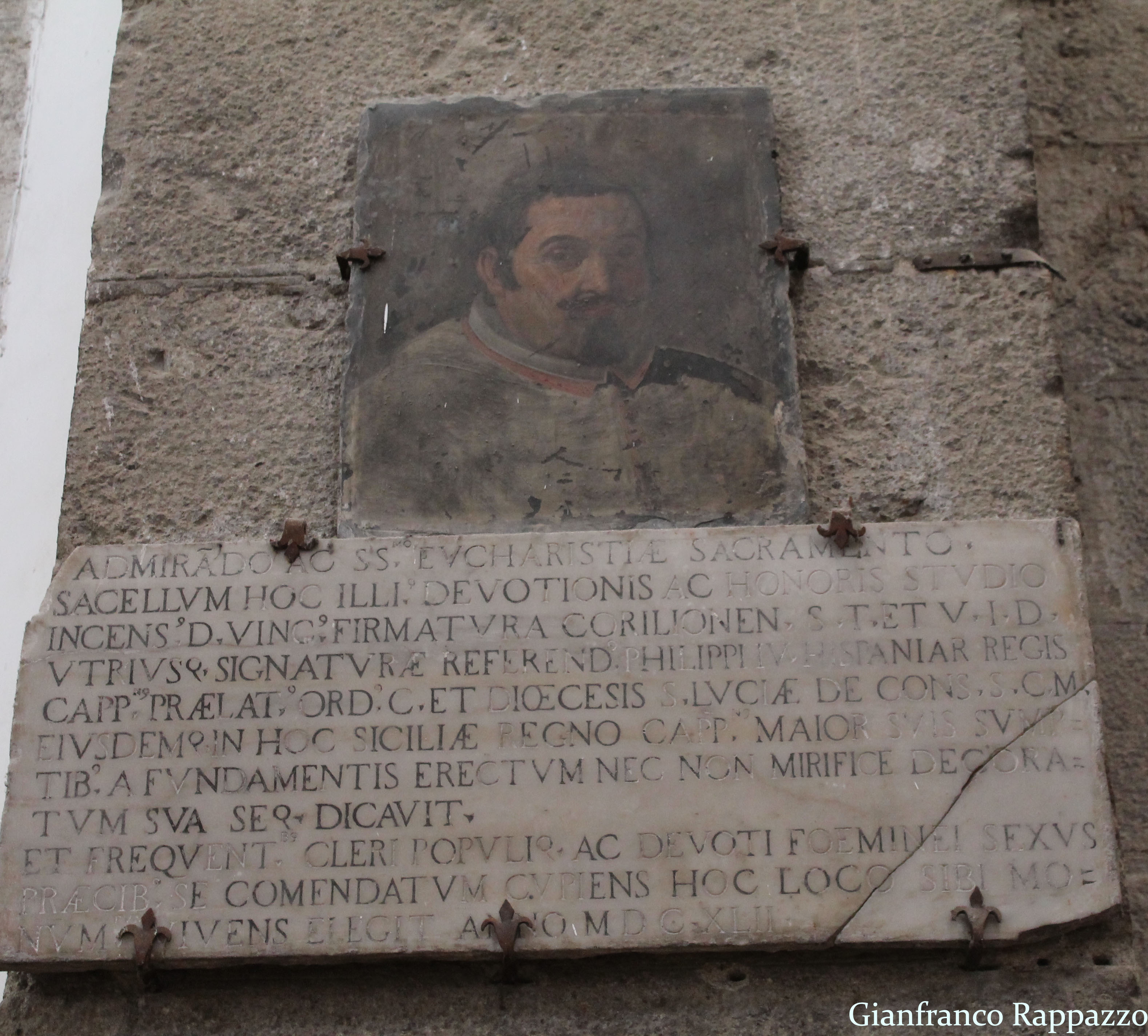
Mons. Vincenzo Firmatura
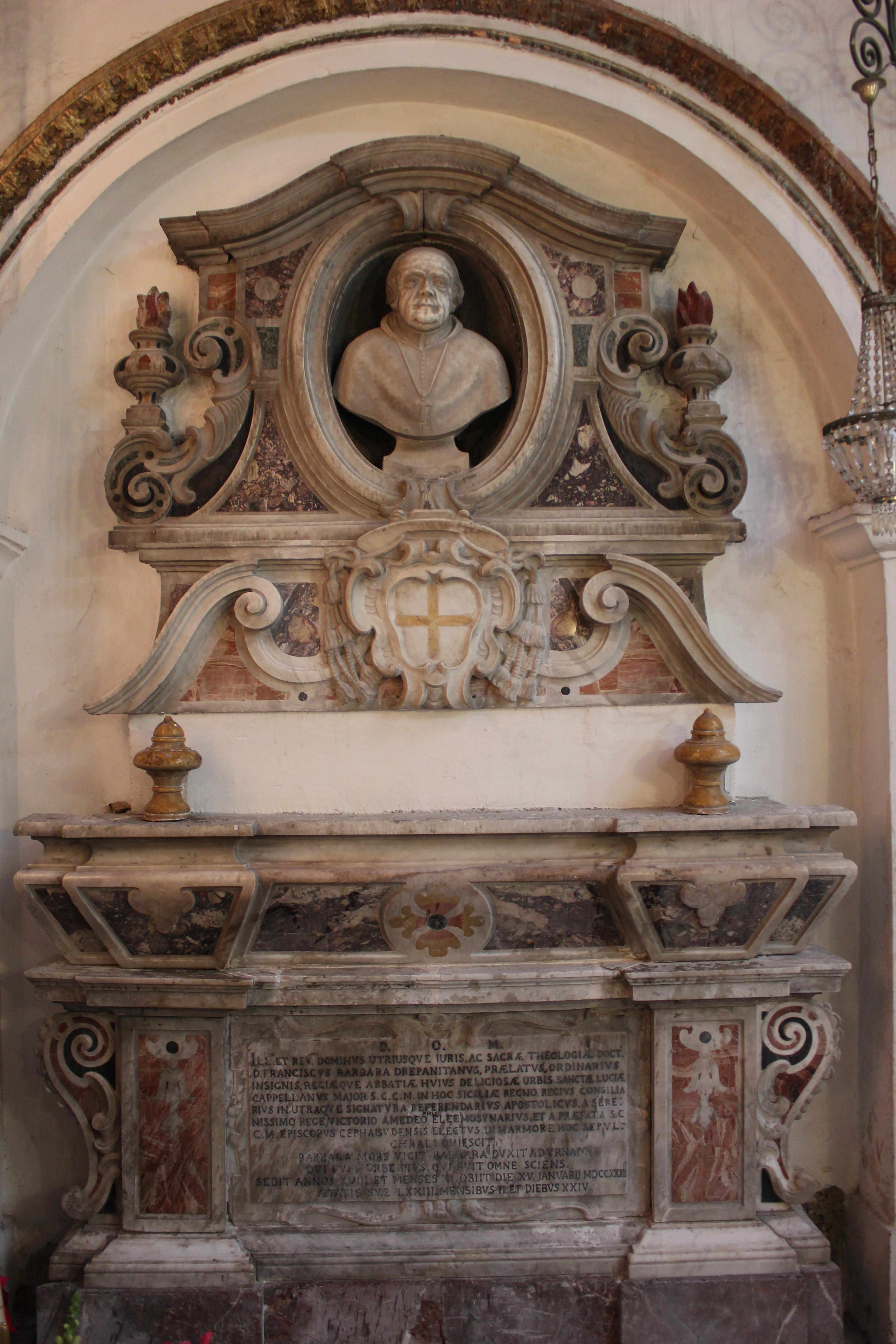
Monumento Mons. Francesco Barbara
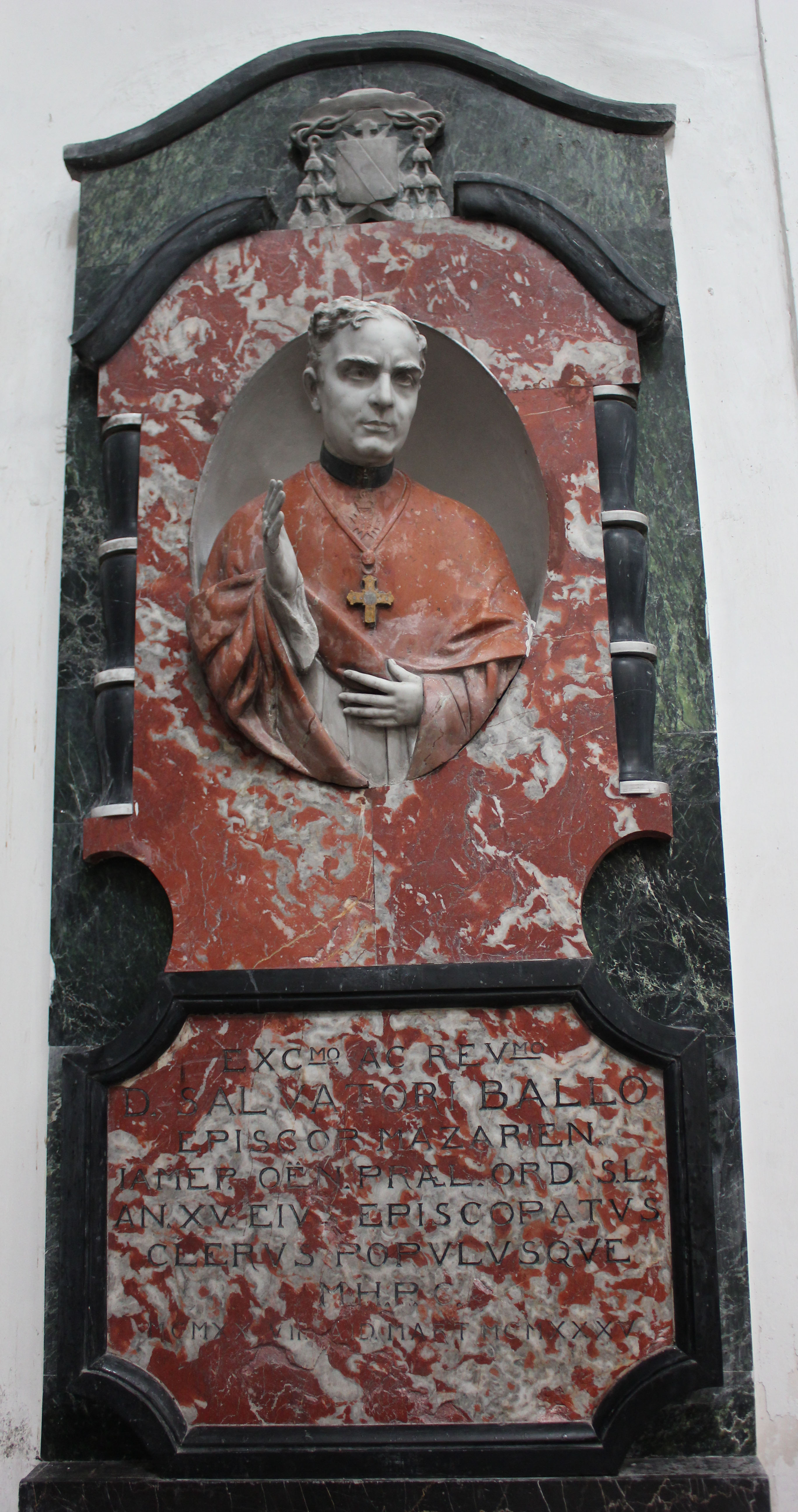
Monumento Mons. Salvatore Ballo
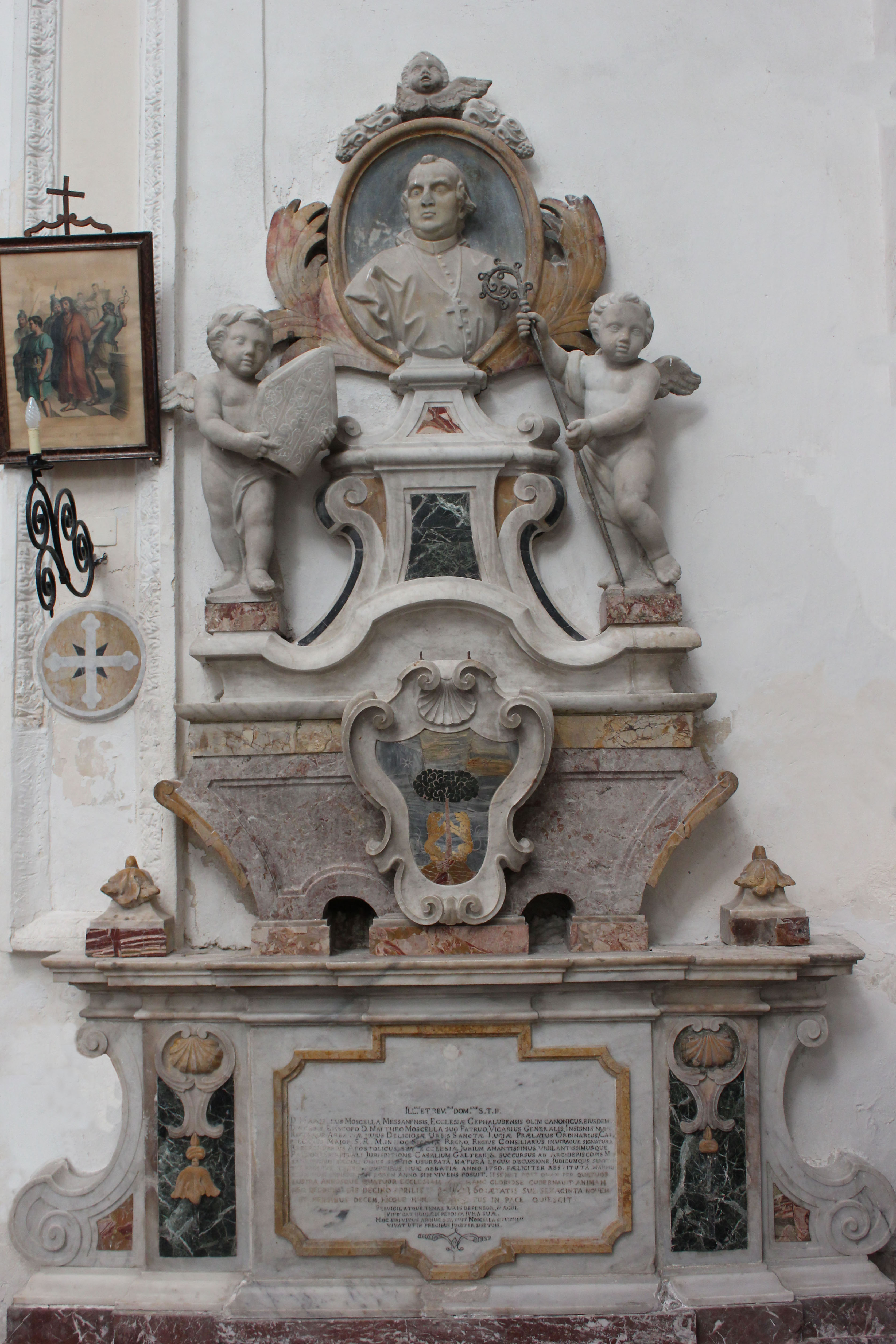
Monumento Mons. Marcello Moscella
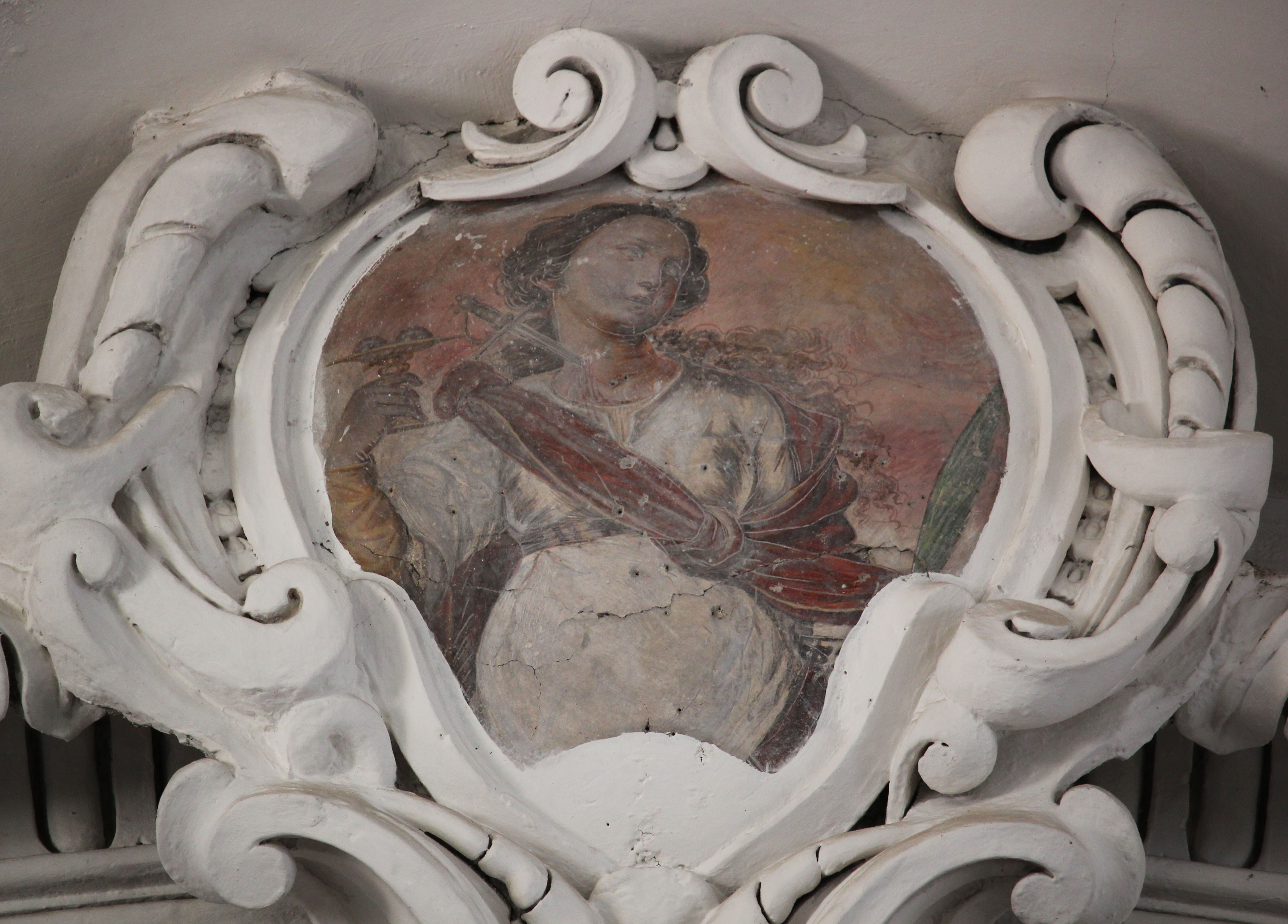
Affresco di S. Lucia
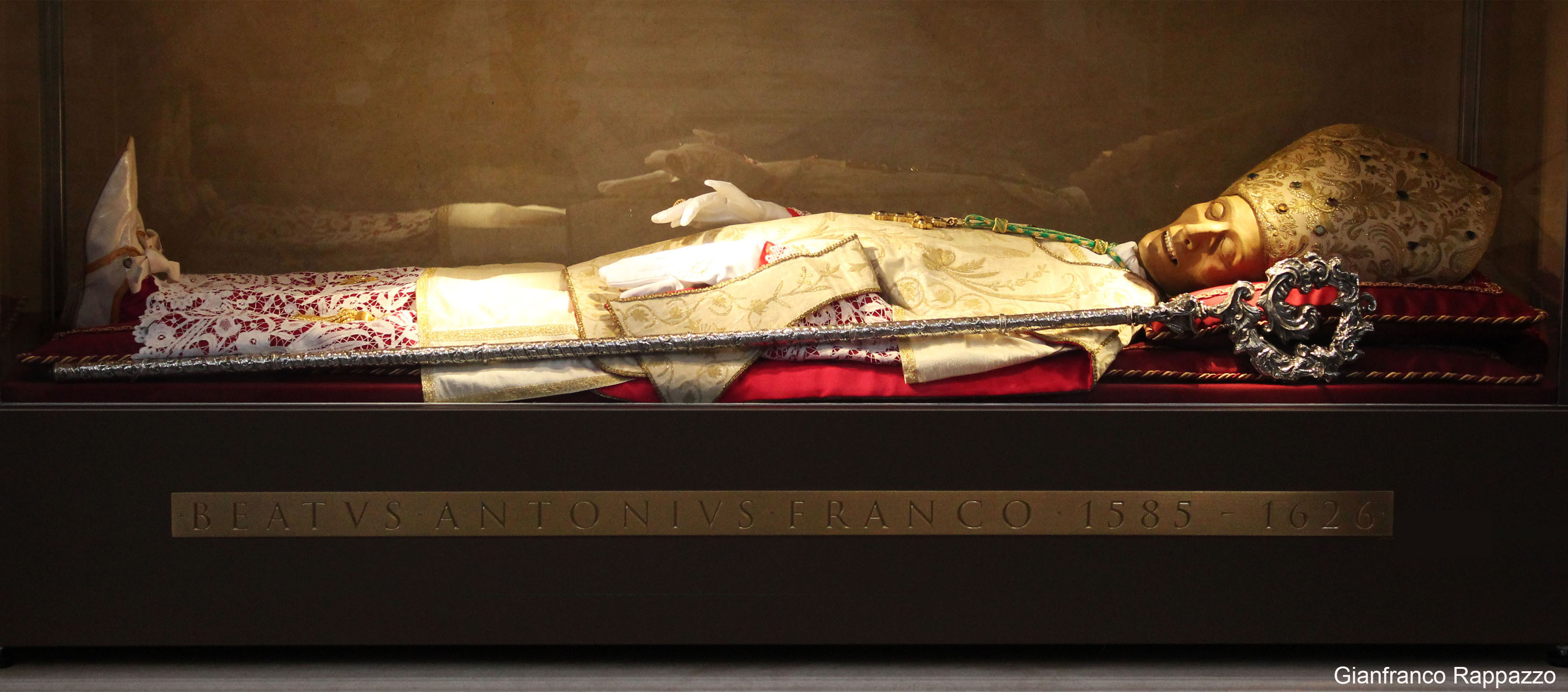
Beato Antonio Franco
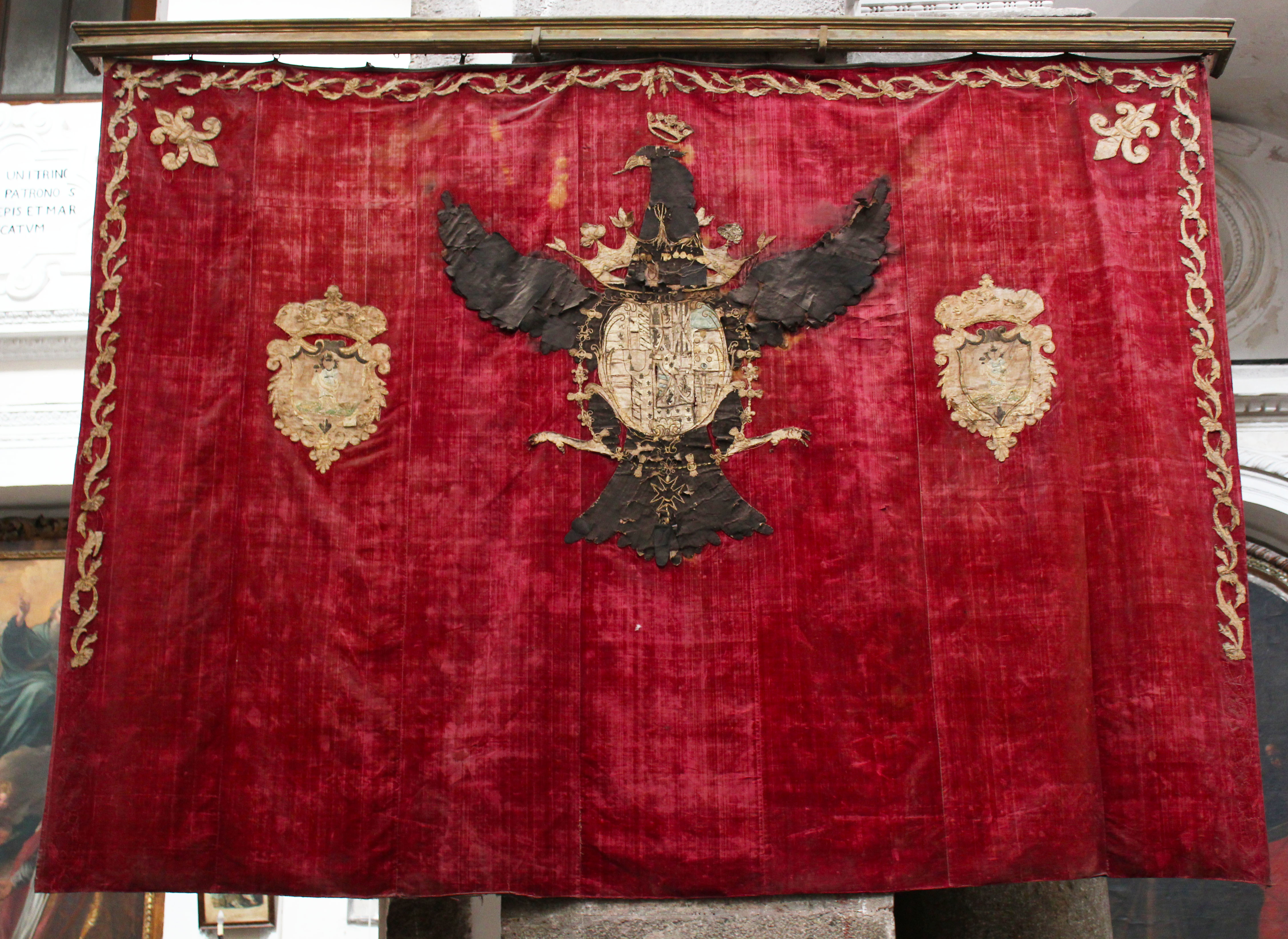
Panno Giuratorio
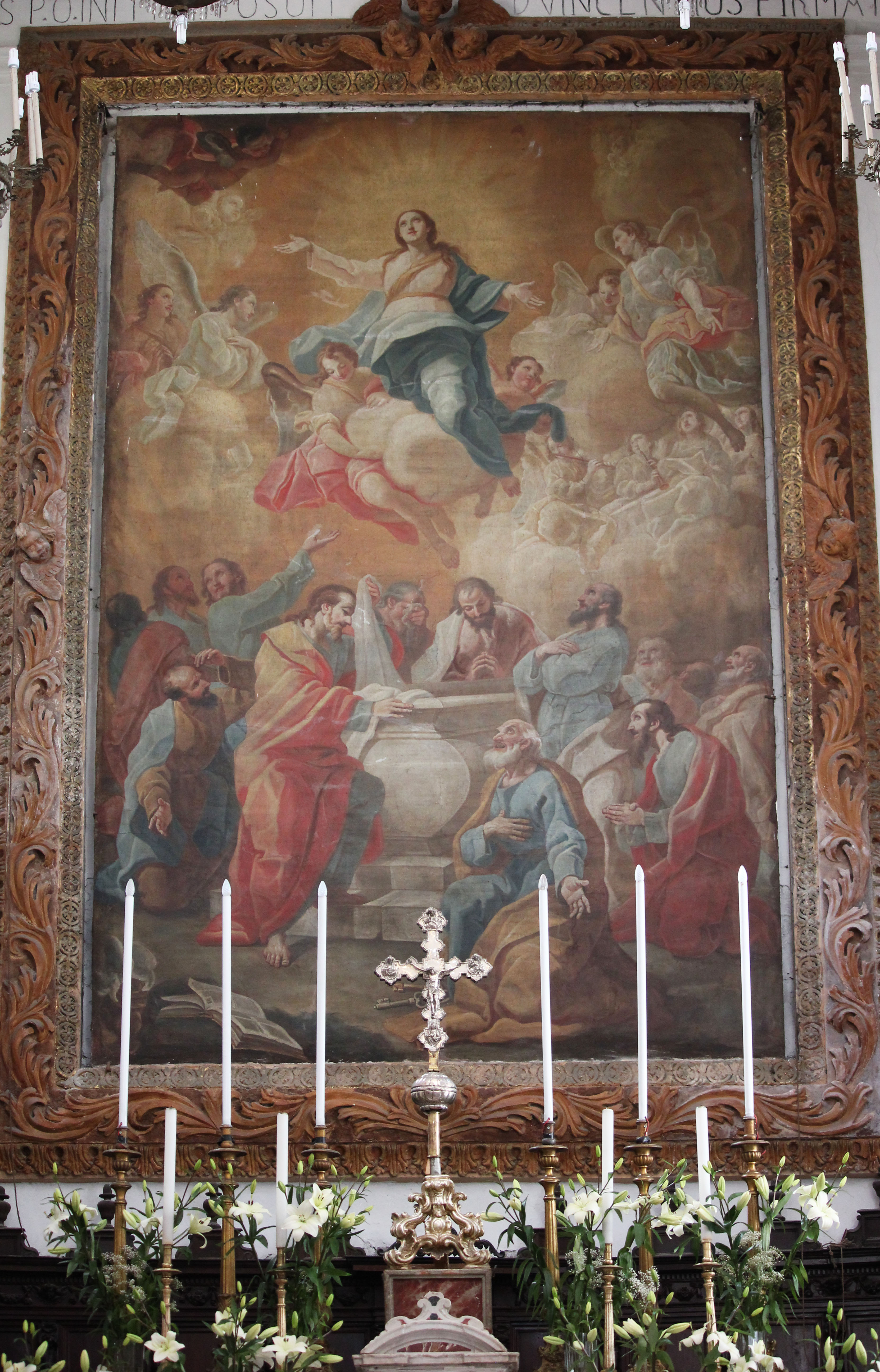
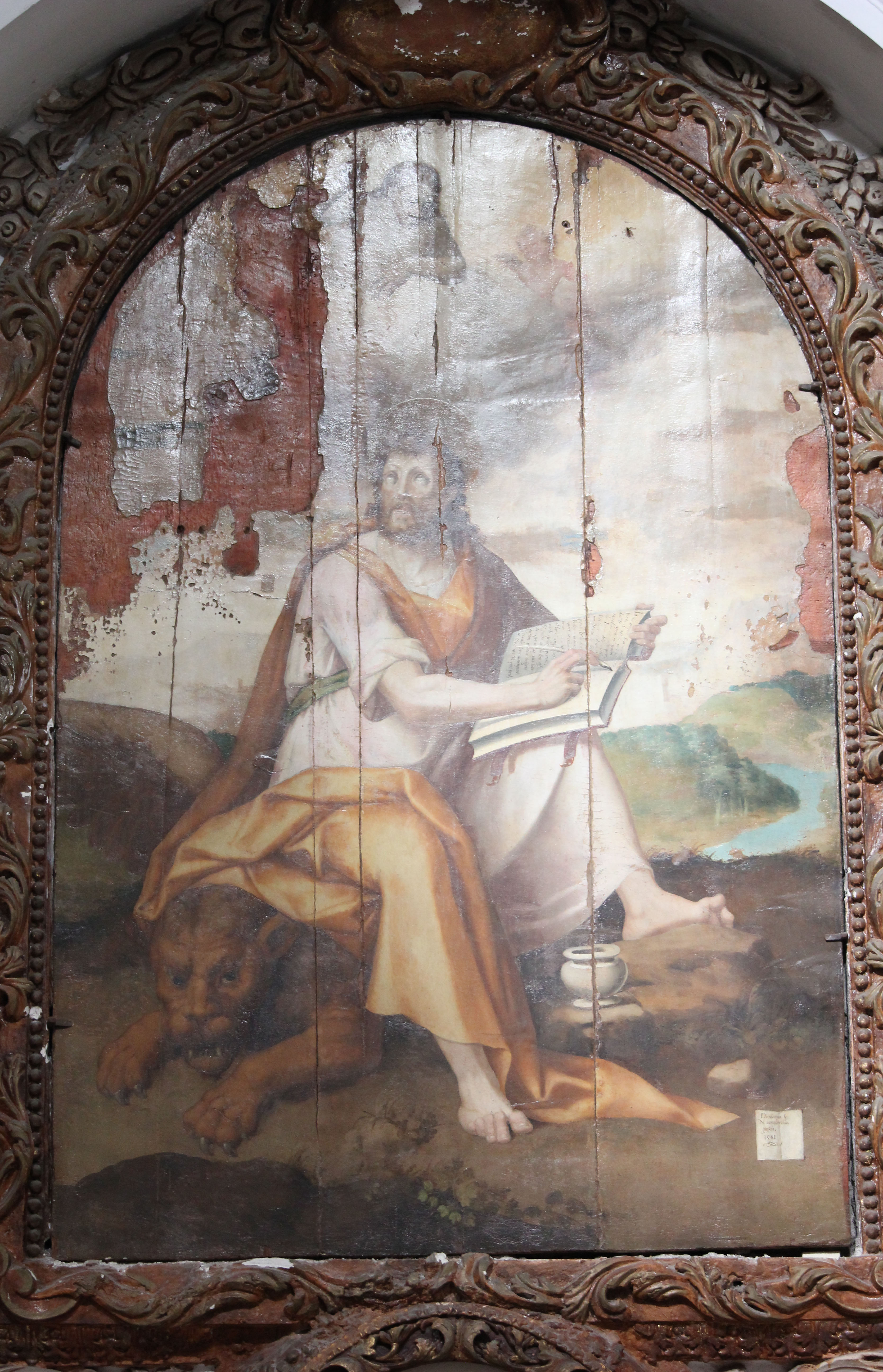
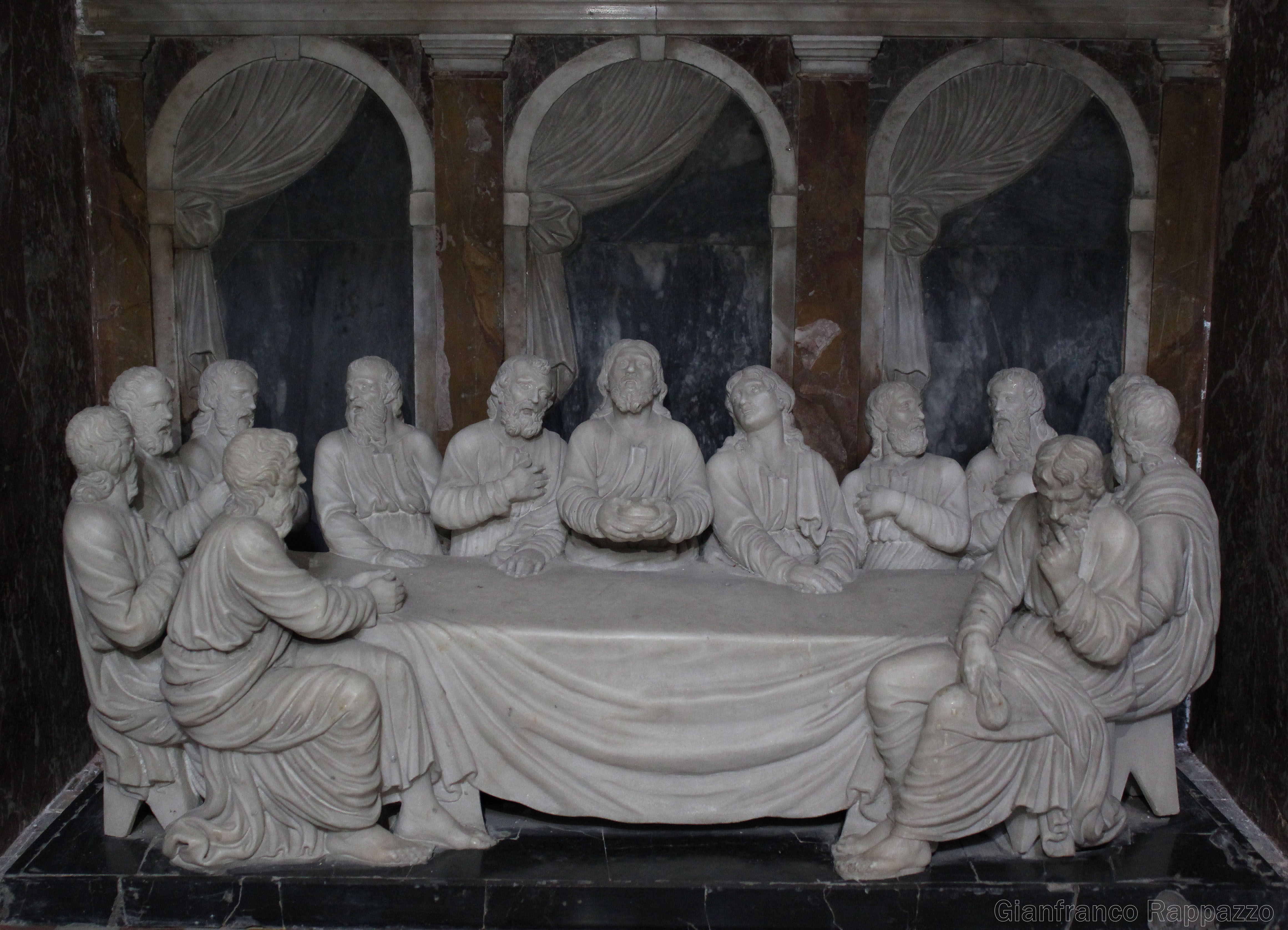